# Fahrradbremse

Funktion einer traditionellen Felgenbremse

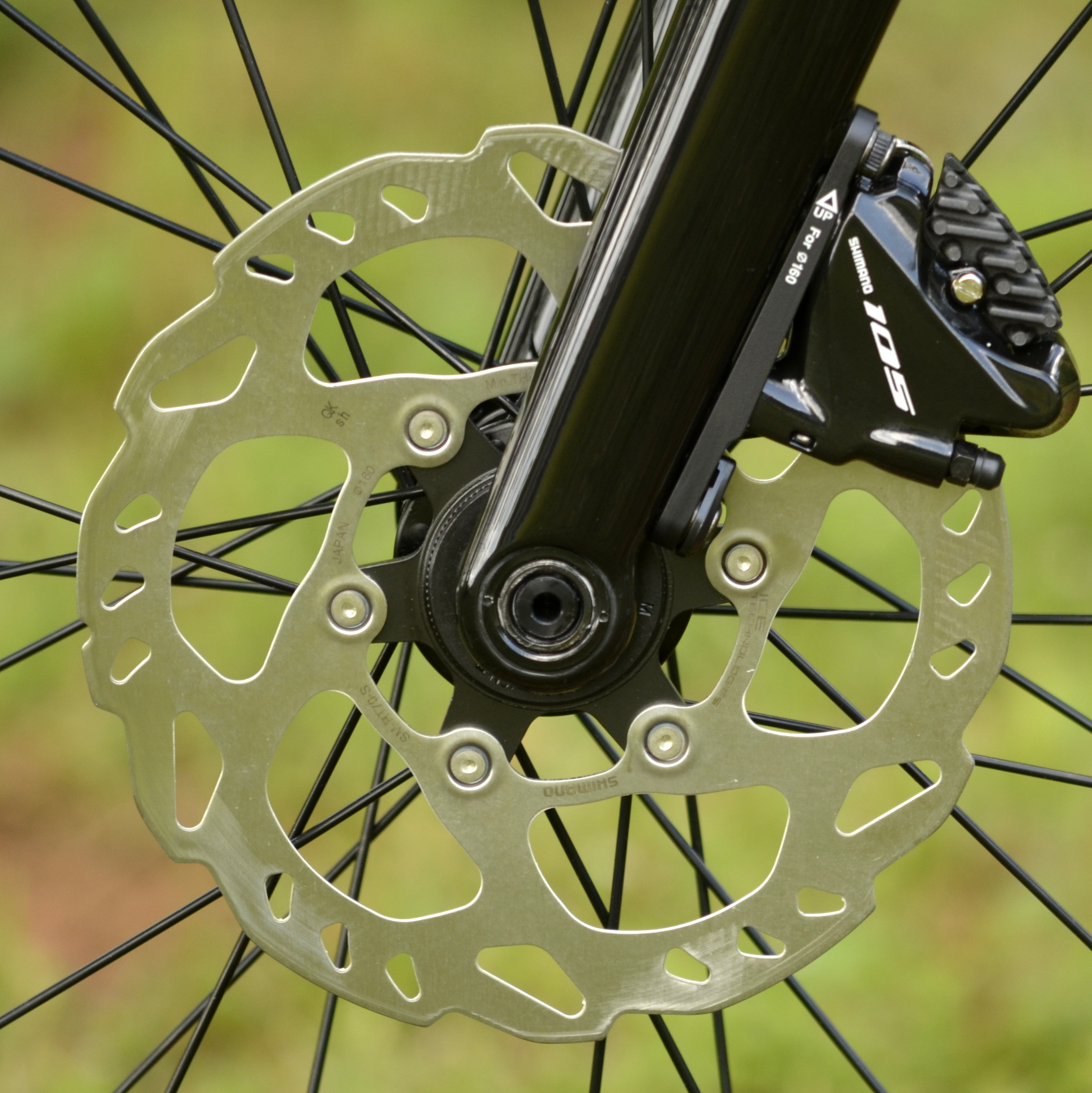
Hydraulische Scheibenbremse am Vorderrad. Die Hydraulikleitung verläuft hier nicht sichtbar an der Innenseite der Gabel.

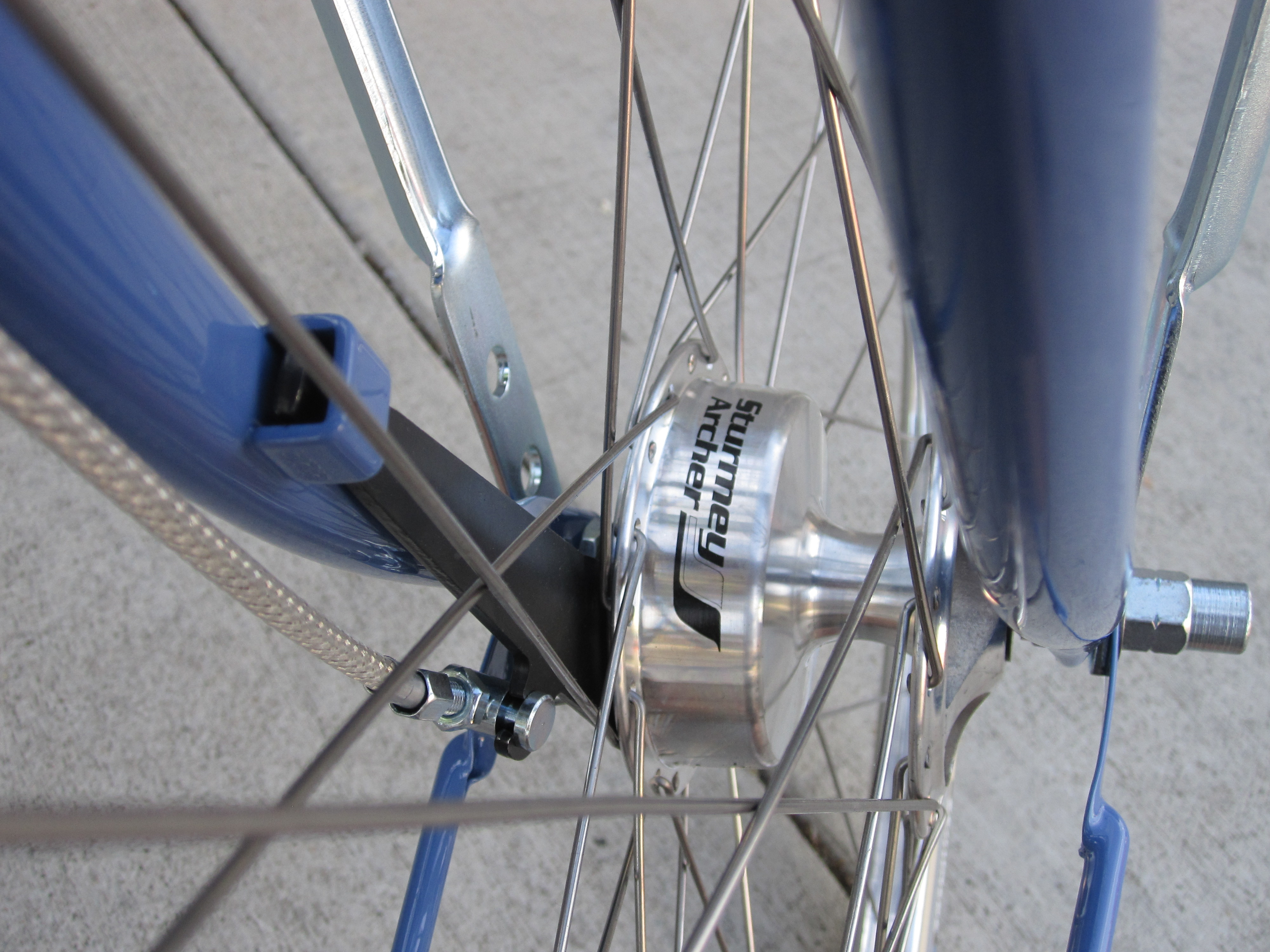
Trommelbremse in der Vorderradnabe

Mit einer Fahrradbremse wird die Geschwindigkeit eines Fahrrads begrenzt. Die Bewegungsenergie wird dabei durch Reibung in Wärme umgewandelt.
Frühe Fahrräder wie Hochräder wurden ursprünglich über die Pedale gebremst. Bei Fahrrädern ohne Freilauf (Fixies) ist dies auch heute noch möglich.
Zusätzlich wurden meist auch am Vorderrad reibende Löffelbremsen montiert. Siehe: Geschichte des Fahrrads
Heute werden Fahrradbremsen überwiegend über Bremshebel am Lenker betätigt. Rücktrittbremsen werden international nur noch selten verwendet.
Von der Vielzahl unterschiedlicher Ausführungen werden heute vor allem Felgenbremsen und Scheibenbremsen sowie gelegentlich noch Trommelbremsen verwendet. Um die Jahrtausendwende waren V-Brakes am verbreitetsten. Höherwertige Mountainbikes sowie E-Bikes werden inzwischen überwiegend mit hydraulischen Scheibenbremsen ausgestattet, einfachere Mountainbikes auch mit seilzugbetätigten Scheibenbremsen.
Felgen- und Scheibenbremsen wirken auf freiliegende Bremsflächen. Die Bremsbacken von Rücktritt- und Trommelbremsen liegen nicht sichtbar innerhalb eines Gehäuses.

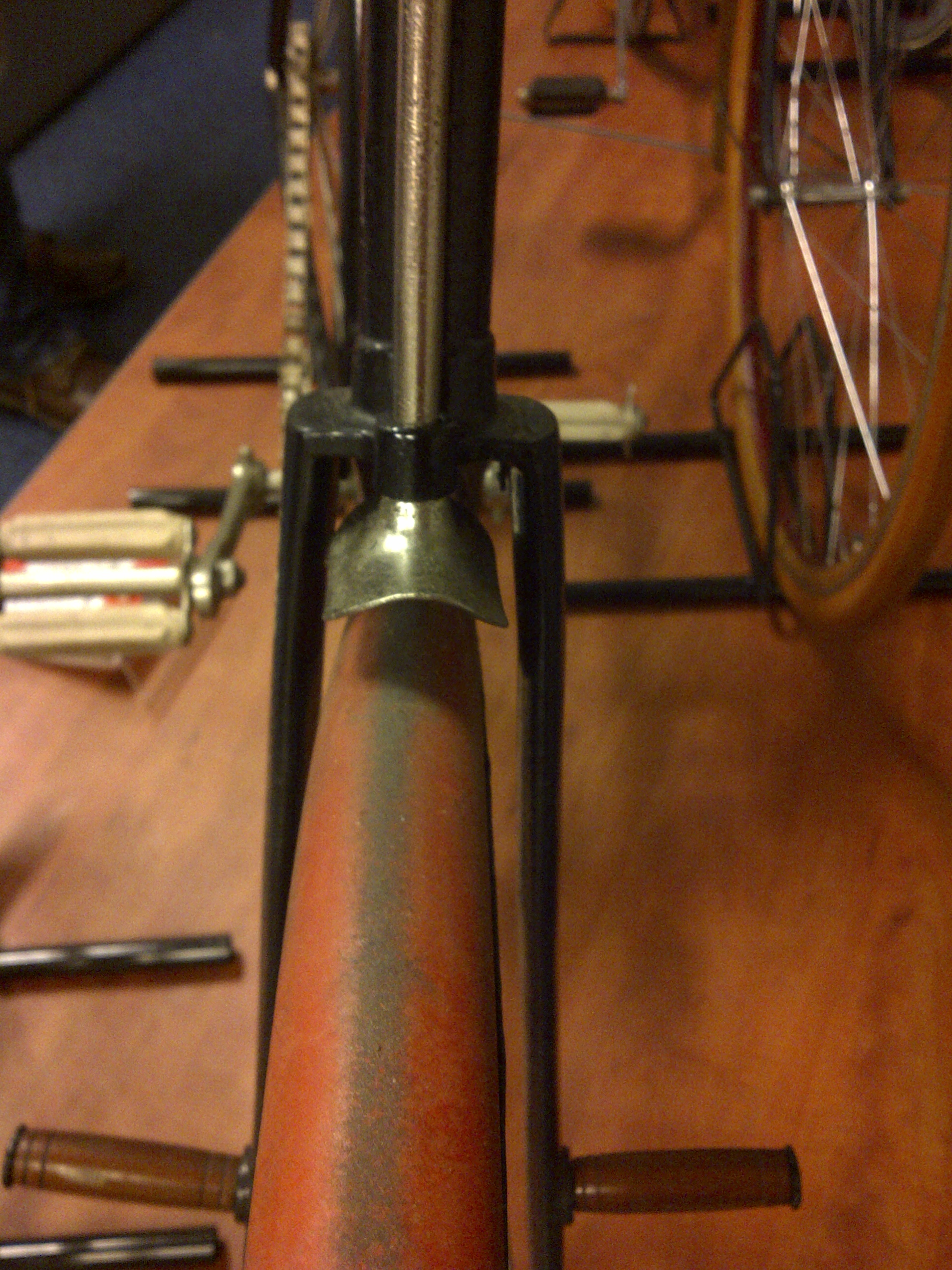
Löffelbremse (Stempelbremse)
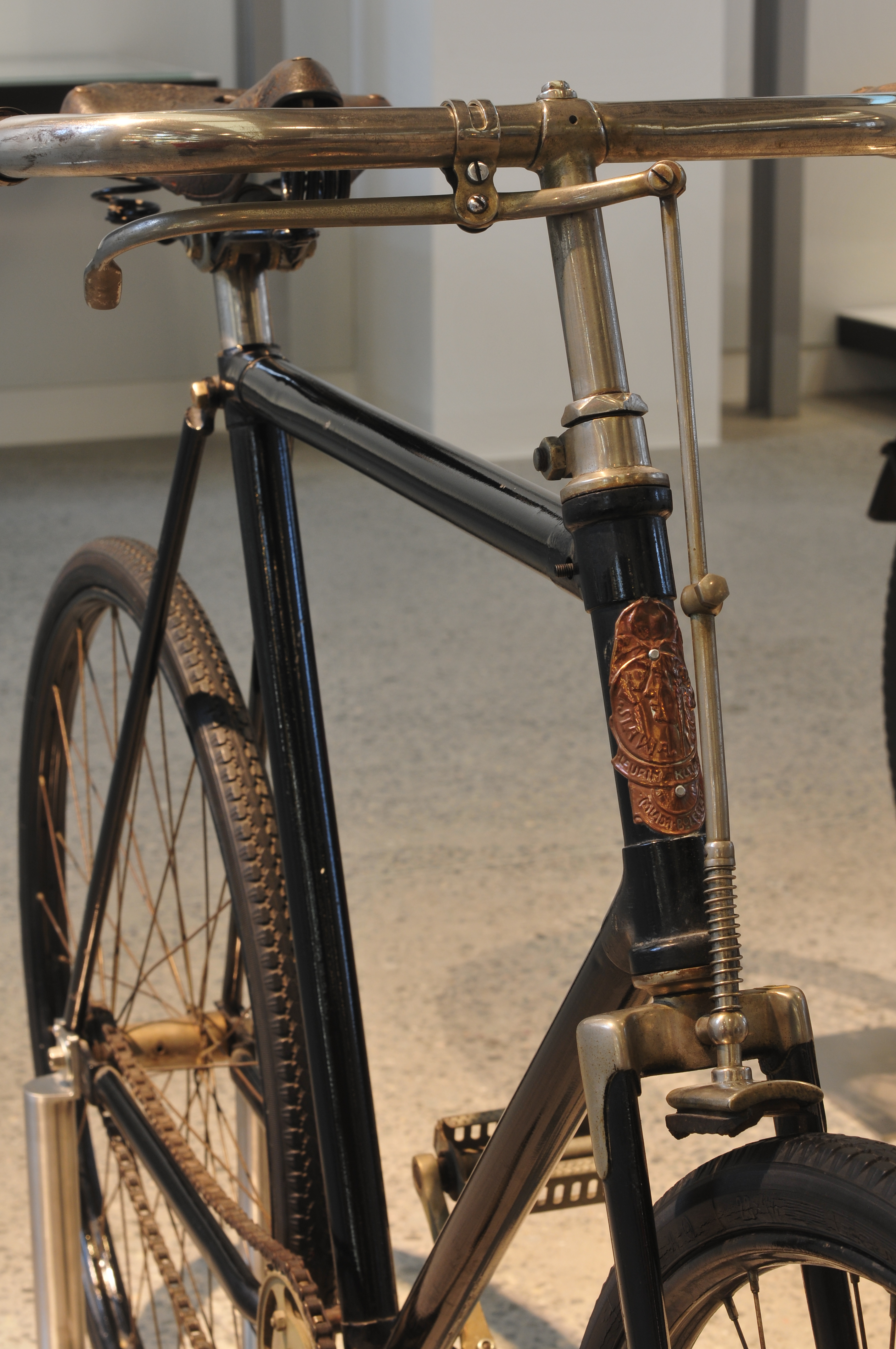
Klotzbremse an einem Fahrrad von Laurin&Klement (1890) im Škoda Muzeum

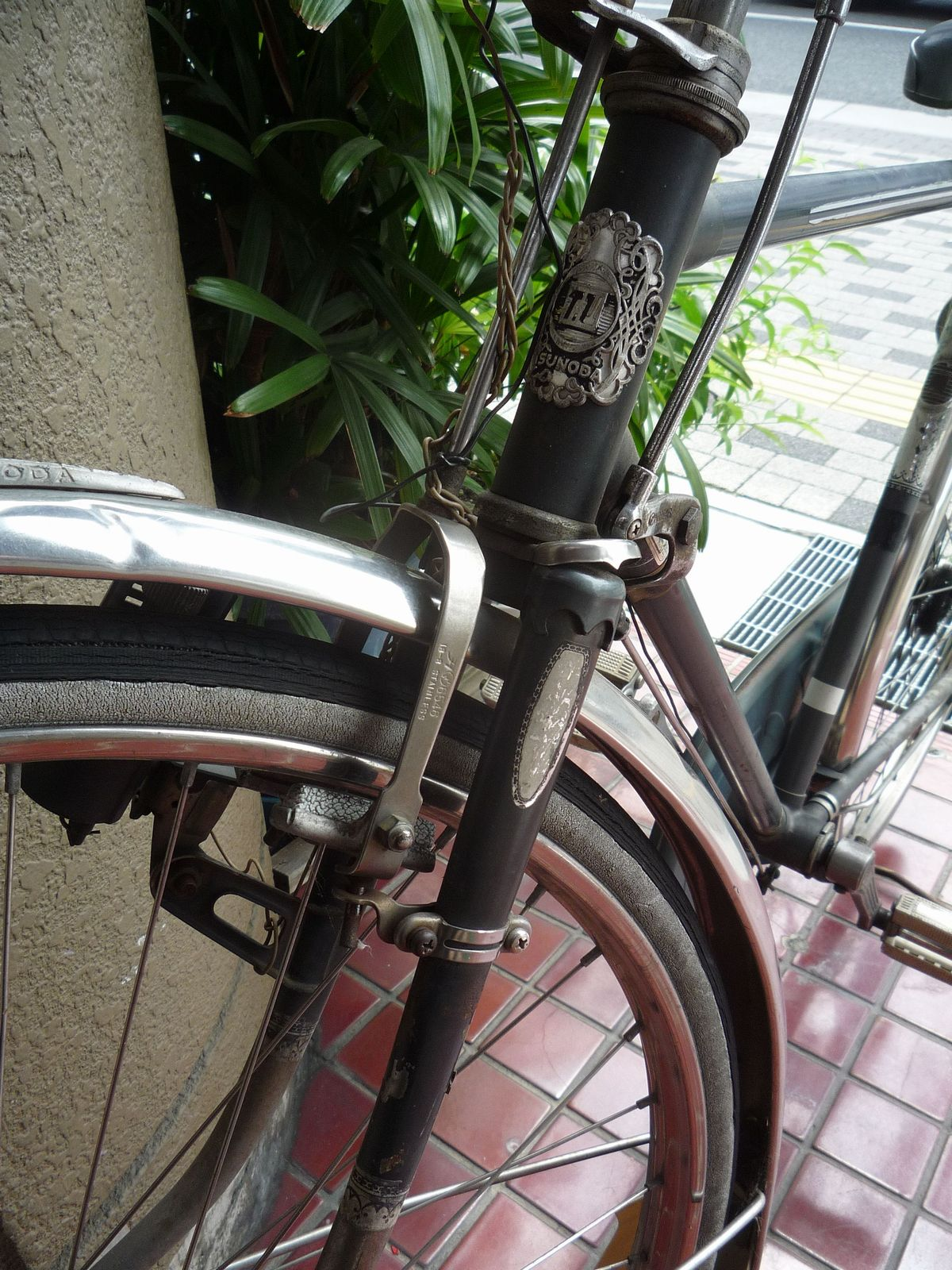
Fahrrad mit Zugstangenbremsen (Felgeninnenbremse) an Vorder- und Hinterrad
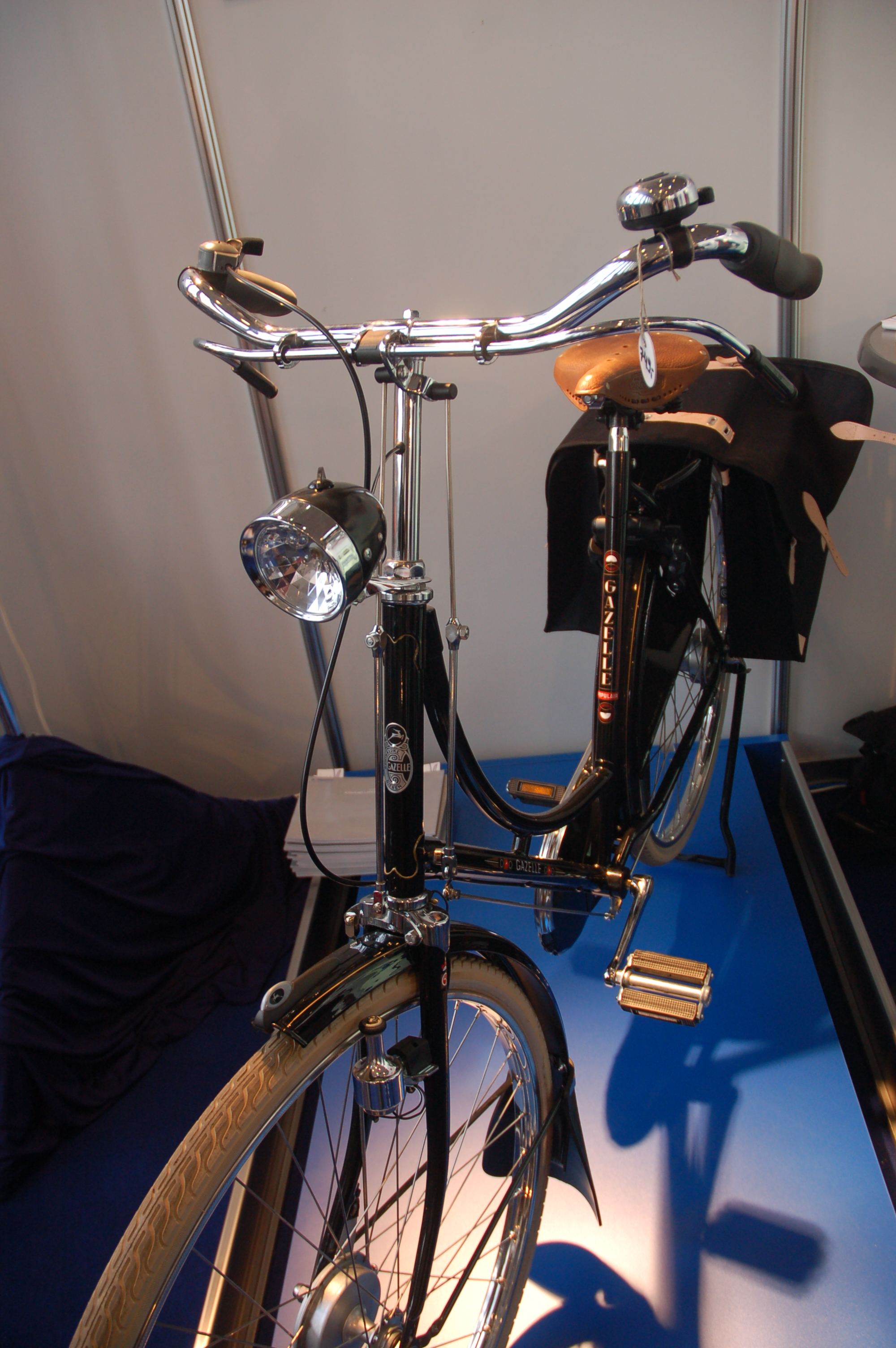
Stangenbetätigte Trommelbremsen an Vorder- und Hinterrad eines Hollandrads von 2009

## Bremstypen
Für die in den 1990er Jahren aufkommenden Bremstypen Cantilever (dt. Hebelarm), V-Brake (V-Bremse) und U-Brake (U-Bremse) haben sich englischsprachige Bezeichnungen durchgesetzt.
Die zuverlässige, einfach aufgebaute und effektive V-Brake wird heute weltweit am häufigsten eingesetzt.
Mehrspurige Fahrräder verfügen teilweise über eine Feststellbremse.

### Stempel-, Klotz- und Löffelbremse
Über ein einfaches Gestänge und Hebelmechanismus wird bei der Klotzbremse, die auch Stempelbremse genannt wird, ein Gummiklotz auf die Lauffläche des Reifens gedrückt. Spätere Klotzbremsen werden mittels Bowdenzug betätigt. An englischen Rädern wurde statt des Gummiklotzes häufig eine Metallplatte auf den Reifen gepresst. Um zu vermeiden, dass das Gummi der Lauffläche an der Kante der Platte hängenblieb, wurden die Ränder nach oben gebogen, wodurch sich das Aussehen einer Löffelbremse (engl. spoon brake) ergab.
Die Bremswirkung ist oft gering und wird stark vom Material, Profil und Luftdruck des Reifens sowie von Nässe und Schmutz beeinflusst. Neben dem Bremsgummi verschleißt auch der Reifen.
Löffelbremsen wurden bereits an den ursprünglichen Hochrädern verwendet.
Auch das später aufkommende Sicherheitsrad war mit Klotzbremsen ausgestattet, teilweise in Kombination mit einer Rücktrittsbremse. Lediglich Sport- und Rennräder besaßen wirksamere Felgenbremsen.
Bis in die 1950er Jahre war die Stempelbremse in Deutschland Stand der Technik. Bessere Fahrräder und der sich verbessernde Straßenzustand ermöglichten größere Fahrgeschwindigkeiten und auch der dichtere Verkehr in Großstädten erforderte bessere Bremsen. In der BRD setzte sich die Felgenbremse in den 1960er Jahren durch, in einigen anderen Ländern geschah das etwas später. In der DDR gehörten Klotzbremsen mit Bowdenzug an einfach ausgestatteten Fahrradmodellen der Mifa und IFA Touring noch bis Ende der 1980er Jahre zur Standardausstattung. Heute werden Stempelbremsen nur noch gelegentlich an einfachen Kinderrollern und -fahrrädern eingesetzt.

### Felgenbremse

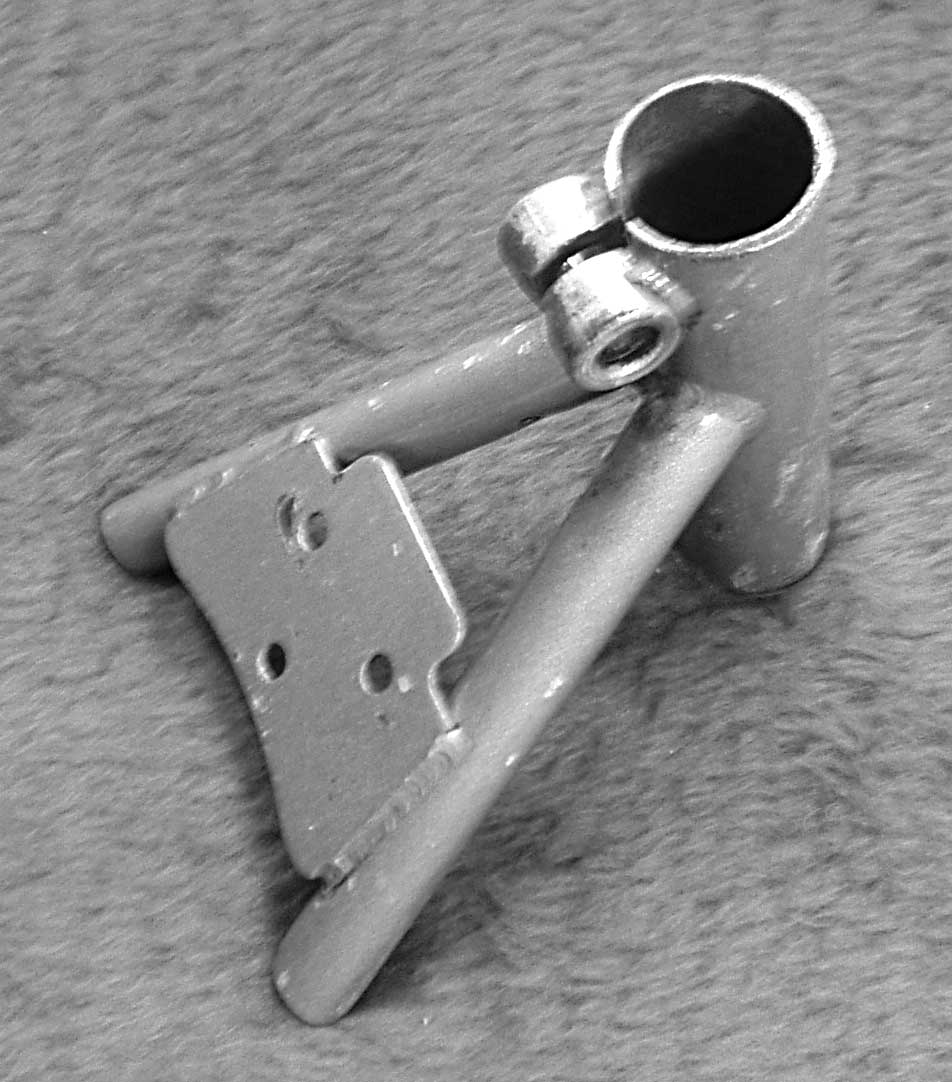
Verbindungsplatte zur Befestigung von Felgenbremse und Gepäckträger

Bereits 1893 wurde in der Schweiz ein Patent für eine stangenbetätigte Felgenbremse erteilt.
Zunächst wurden Felgeninnenbremsen (auch Bügelbremse, engl. Stirrup Brake) eingesetzt, die mit einem Bügel über den Reifen griffen. Die Bremsklötze saßen an den Enden des Bügels und wurden beim Anziehen der Bremse von unten gegen den Felgenboden gepresst. In England wurde diese Bauform bei Gebrauchsfahrrädern mit Stahlfelgen von einigen Herstellern (z. B. Raleigh) bis in die 1970er Jahre verwendet.
Bei neueren Felgenbremsen werden die Bremsklötze durch zwei Kipphebel seitlich an die Felgenflanken gedrückt. Sie werden mit Felgen verwendet, die parallel verlaufende Außenflanken besitzen.
In Europa setzten sich Felgenbremsen im Verlauf der 1960er Jahre durch, zunächst als mittig über dem Reifen befestigte Seitenzugbremse (Eingelenk- und später Zweigelenkbremsen).
Ab den 1980er Jahren wurden sie überwiegend durch Zweigelenk-Mittelzugbremsen in Form von Cantilever- und V-Bremsen ersetzt, die auf Cantileversockeln seitlich der Felge an Gabelholmen bzw. Sitzstreben sitzen.
Magura bietet auch Felgenbremsen mit hydraulischer Betätigung an.
Mechanische Felgenbremssysteme sind vergleichsweise leicht, unkompliziert und preisgünstig. Da die Bremskraft am Umfang des Laufrads ansetzt, werden Speichen und Nabe beim Bremsen nicht belastet. Insbesondere mit V-Bremsen kann eine hohe und dosierbare Bremsleistung erreicht werden.

#### Bremswirkung, Beläge und Verschleiß
Die Bremswirkung von Felgenbremsen auf verchromten Stahlfelgen ist bei Nässe deutlich geringer als bei Trockenheit. Bei Aluminiumfelgen bleibt die Bremswirkung annähernd erhalten, wenn die richtigen Bremsbeläge verwendet werden. Bremsbeläge für Aluminiumfelgen sind oft mit „Alloy“ gekennzeichnet (engl. für Legierung, gemeint ist hier Leichtmetalllegierung). Aufgrund zu harter Beläge oder durch festsitzende Sandkörner kommt es gelegentlich vor, dass Aluminiumpartikel am Bremsbelag anhaften und ein schabendes Geräusch verursachen. Sobald sich beim Bremsen ein Geräusch bemerkbar macht, sollten Fremdkörper vom Bremsbelag entfernt werden, um den vorzeiten Verschleiß der Felge zu vermeiden - etwa mithilfe eines Holzspans oder der Klinge eines Buttermessers oder eines Schraubenziehers.
Auch die Beläge von Felgenbremsen verschleißen im Allgemeinen schneller als bei Trommel- und Rücktrittbremsen. Zum Ausgleich der Abnutzung muss der Bowdenzug regelmäßig nachgespannt werden. Die Hülle des Bremszugs sitzt am Bremsgriff in der Regel in einer Gewindehülse mit gerändeltem Rand. Zum Nachspannen wird die Gewindehülse mit den Fingern oder einer Zange aus dem Griff herausgedreht (beim Blick entlang des Bowdenzugs auf den Griff gegen den Uhrzeigersinn). Bei älteren Seitenzugbremsen befand sich die Gewindehülse meist nicht am Griff, sondern am Schenkel der Bremse.
Bremsbeläge nutzen sich häufig schief ab. Einige Beläge können nach dem Lösen der Befestigungsschraube umgedreht werden, um die Abnutzung auszugleichen (nicht bei älteren, nur dreiseitig in der Aufnahme gehaltenen Gummiklötze, die sich dadurch lösen würden!). Bei Cantilever-, U- und V-Bremsen lässt sich die Stellung der Beläge zur Felge in der Regel durch die konkav/konvexe Einspannung anpassen. Hierzu werden die Beläge zunächst in der Höhe ausgerichtet. Durch das Anziehen des Bremsgriffs werden die Beläge in dieser Position gehalten und legen sich im passenden Winkel an die Felge an. In dieser Stellung können sie zunächst durch leichtes Anziehen der Befestigungsschraube fixiert werden. Beim endgültigen Festziehen ist es oft nötig, die Beläge mit den Fingern oder einer Zange zu halten, um zu verhindern, dass sie sich dabei mitdrehen.
Insbesondere Felgen aus Aluminium werden beim Bremsen abgenutzt und sind als Verschleißteil zu betrachten. Die Felge kann zwar ohne weiteres ausgetauscht werden, da jedoch das Einspeichen einer neuen Felge aufwändig ist, wird stattdessen oft das gesamte Laufrad erneuert. Vorteilhaft sind Alufelgen mit einer Beschichtung aus einem verschleißfesten Werkstoff wie Keramik. Beschichtungen erfordern häufig spezielle Bremsbeläge, können jedoch auch die Bremsleistung bei Nässe erhöhen.
Die beim Bremsen abnutzenden Flanken von Aluminiumfelgen enthalten heute meist eine umlaufende Nut als Verschleißanzeige, seltener auch punktförmige Vertiefungen. Diese Nut oder die Punkte werden unsichtbar, wenn die Felge sich bis zum Boden dieser Vertiefungen abgenutzt hat. Manche hochwertige Felgen enthalten in das Material eingebettete Markierungen oder Vertiefungen, die erst durch den Verschleiß der Oberfläche sichtbar werden.
Wird die Felge nicht rechtzeitig gewechselt, macht sich der fortgeschrittene Verschleiß meist durch das Stoppeln der Bremse bemerkbar. Die an einigen Stellen papierdünn abgenutzte Felgenflanke wölbt sich dort leicht nach aussen, so dass die Bremsbeläge an diesen Stellen hängenbleiben und die Bremswirkung ungleichmäßig wirkt. Im Unterschied zur Verformung der Felgenflanke, die etwa vom unbebremsten Überfahren eines Bordsteins herrührt, ist die verschleißbedingte Verformung oft zunächst so gering, dass sie sich weder mit dem Auge noch beim Darüberstreichen mit dem Finger wahrnehmen lässt. Später bilden sich auf der Felgenflanke im Bereich der Verformung auch feine Risse aus.

#### Bremsgriffe und Übersetzungsverhältnis
Bei einigen Bremsgriffen lässt sich der Seilzug an zwei Positionen einhängen, um den Hebelarm für V-Bremsen verkleinern zu können (äußere Position).
Bei manchen Griffen ist eine stufenlose Anpassung möglich (siehe Abbildung).
Bei vielen Mittelzug- und Cantilever-Bremsen lässt sich das Verhältnis zwischen eingesetzter Kraft und der resultierenden Bremskraft durch die Änderung der Länge des querlaufenden Seilzugs variieren.
Je höher die resultierende Bremskraft, desto geringer ist die Auslenkung der Bremsarme und somit der Abstand der Bremsgummis von der Felge.
Einfache Felgen entwickeln häufig einen Seitenschlag (sie „eiern“). Um das Schleifen der Bremse zu vermeiden, wird dann meist eine geringere Bremskraft zugunsten eines größeren Abstands zwischen Felge und Bremsbacke in Kauf genommen. Moderne Hohlkammerfelgen sind hingegen meist so steif, dass sich der Abstand minimieren lässt.

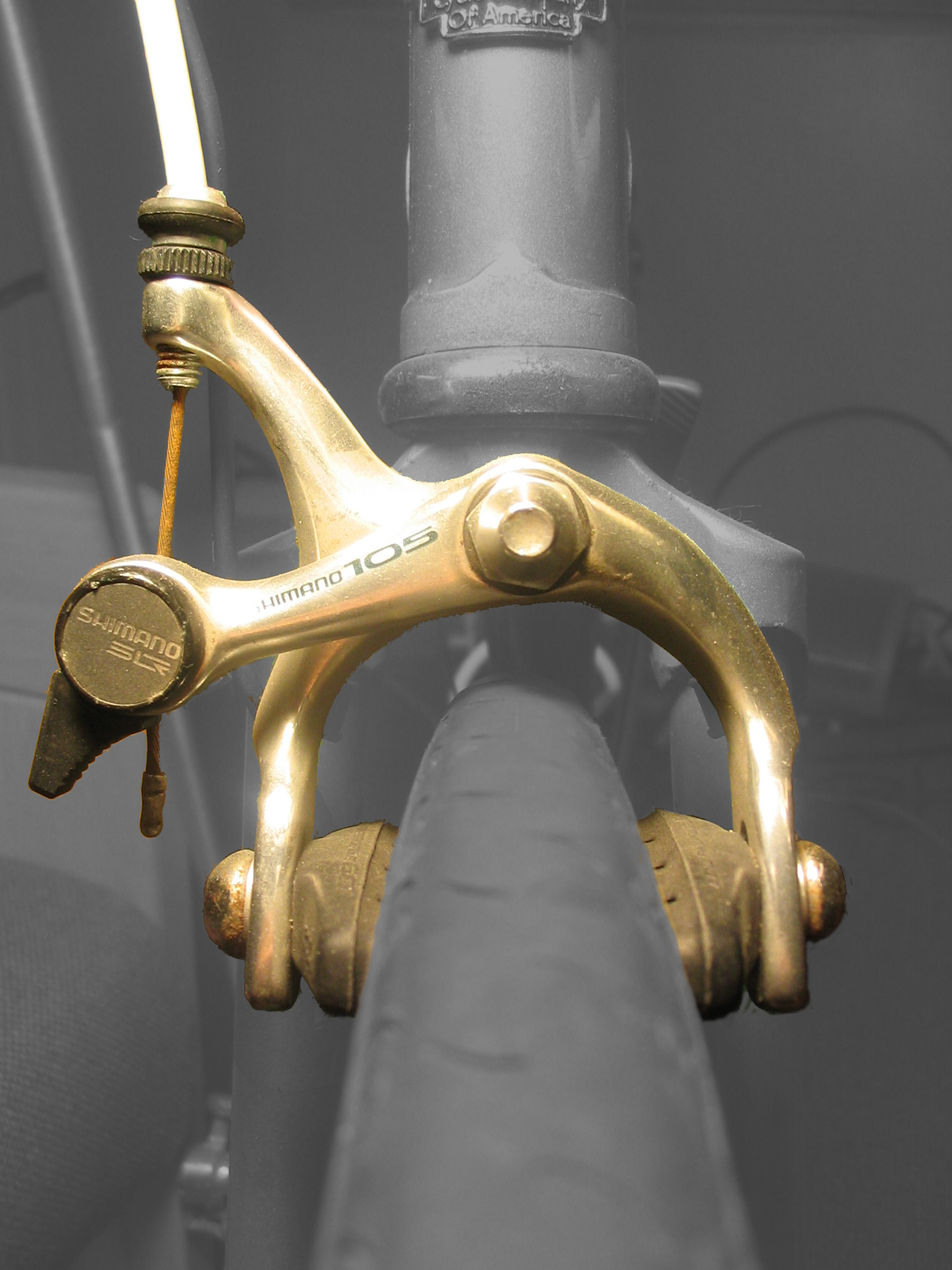
Seitenzugbremse
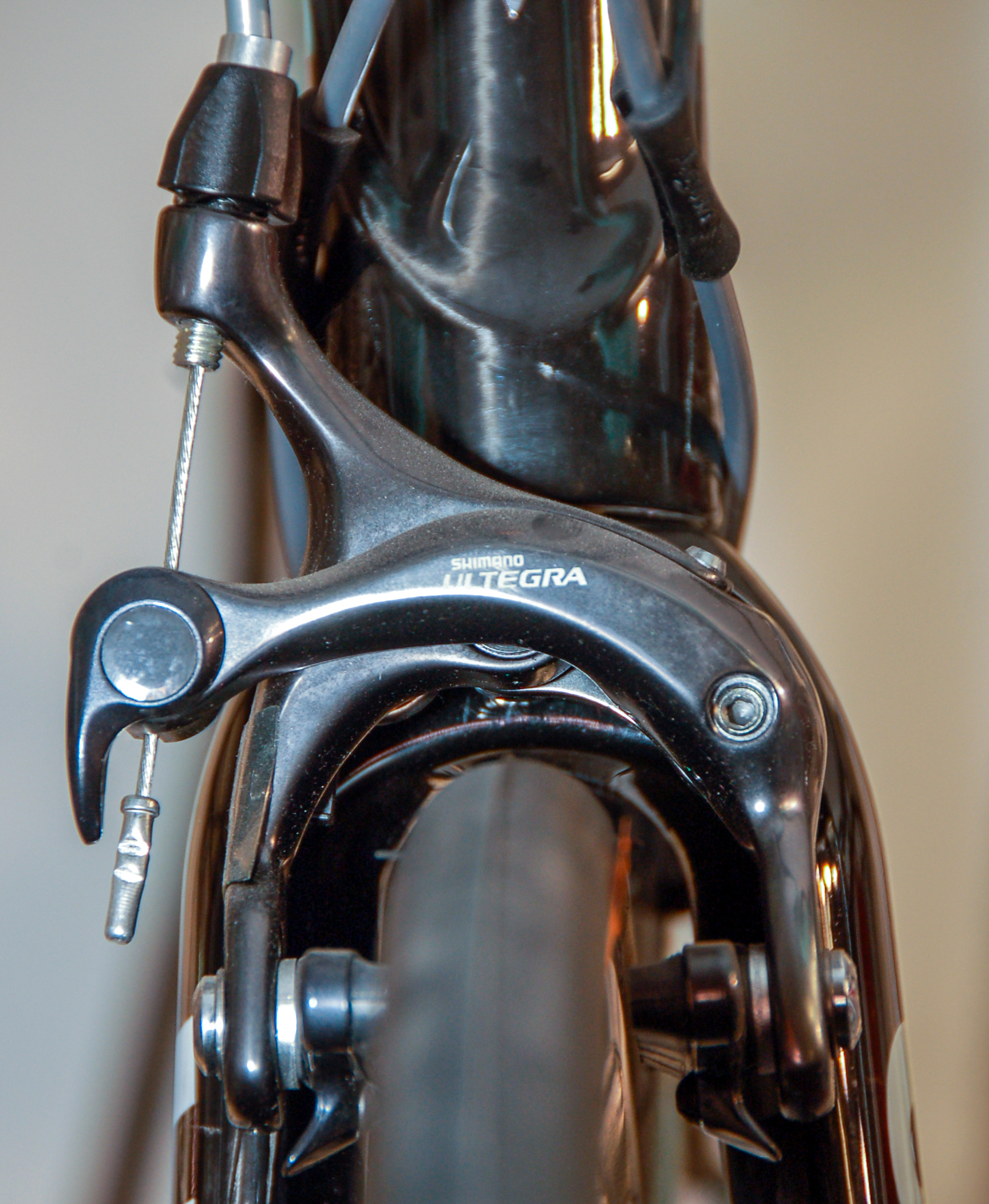
Seitenzugbremse als synchronisierte Zweigelenkbremse

#### Mittig an Gabel- und Bremsbrücke befestigte Bremsen

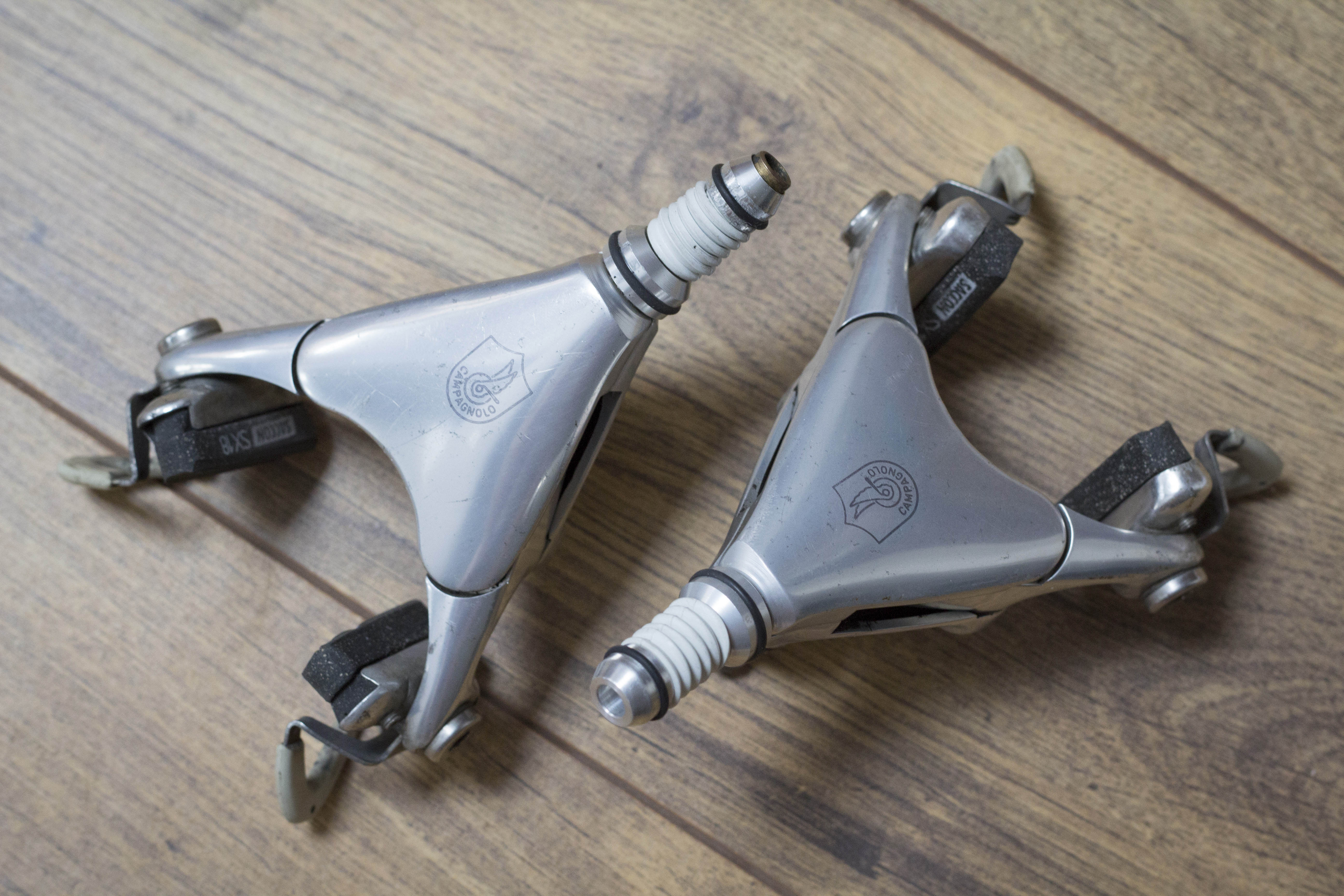
Deltabremse Campagnolo Croce d’Aune

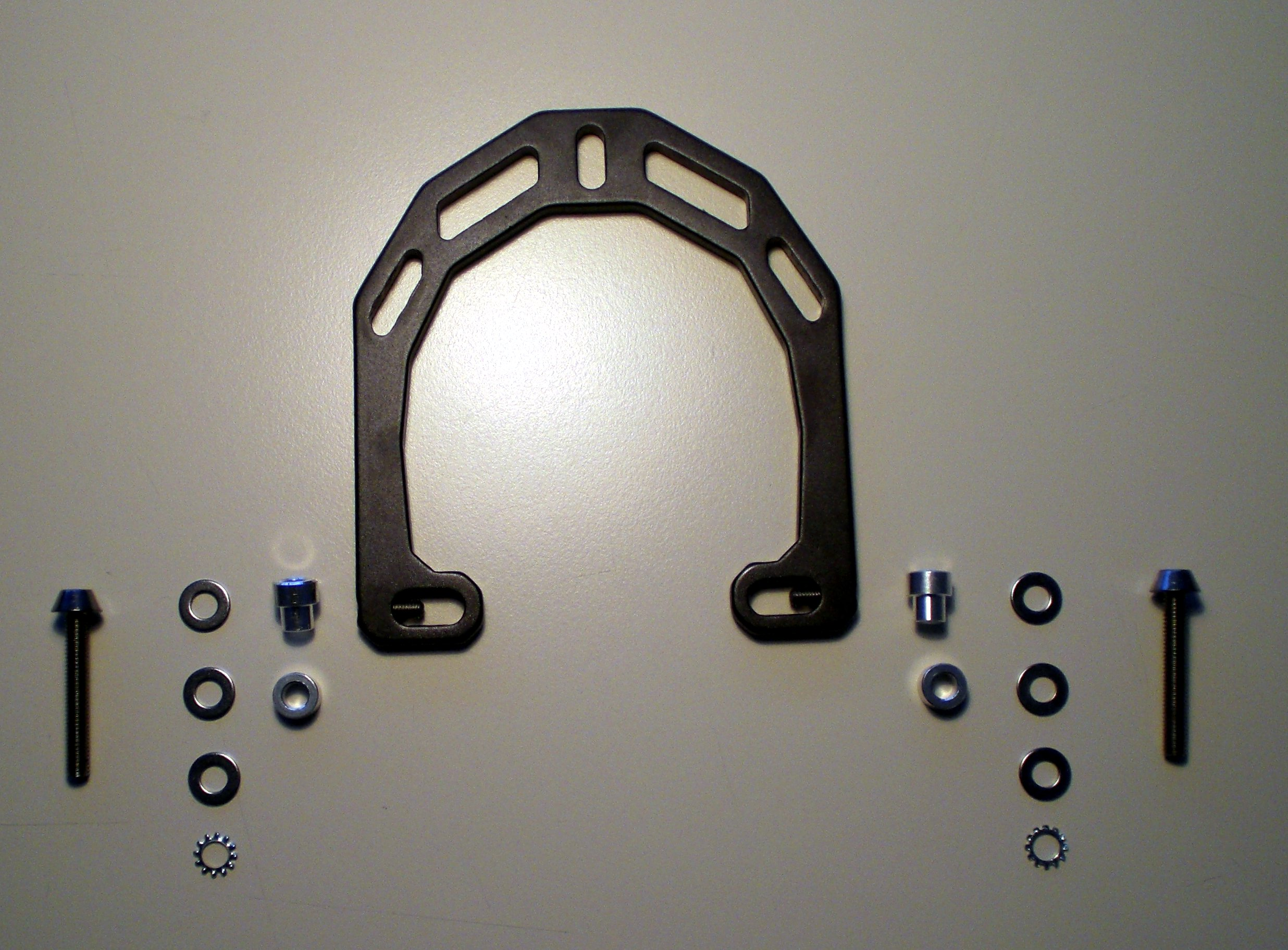
Brake Booster halten die Bremssockel, um die Verwindung von dünnen Sitzstreben zu vermindern

An der Gabelbrücke oder Bremsbrücke angebrachte Bremsen waren über Jahrzehnte die Standardausführung beim Fahrrad. Seit der Jahrtausendwende gibt es sie fast nur noch am Rennrad.
Ein am Bremskörper angebrachter Gewindebolzen M6 wird durch eine mittige Durchgangsbohrung an Gabelbrücke oder Bremsbrücke gesteckt und mit einer Mutter verschraubt. Bis in die 1990er wurde als Bremsbrücke am Hinterbau meist eine Pletscherplatte verwendet, an der neben der Hinterradbremse auch der Gepäckträger befestigt werden konnte.
Der vertikale Abstand zwischen Befestigungsbolzen und der Mitte der Bremsbeläge wird als Bremsmaß oder Schenkelmaß bezeichnet. Klassische Rennradbremsen können meist auf ein Schenkelmaß zwischen etwa 40 und 50 mm eingestellt werden, andere Bremsen auf 60 und 80 mm. Je größer das Bremsmaß, desto schlechter ist im Allgemeinen die Bremswirkung.
Bei den (traditionellen) Felgenbremsen sind oder waren folgende Bauarten üblich:
Seitenzugbremse
Beide Bremsarme sind mittig über dem Laufrad auf dem Befestigungsbolzen zangenartig gelagert. Die Betätigungsschenkel beider Bremsarme sind auf einer Seite angeordnet, so dass ein Bowdenzug dort seitlich angeschlossen werden kann. Konstruktionsbedingte Schwächen sind die langen Hebelarme der Bremsschenkel, die eine entsprechende hohe Betätigungskraft (Handkraft) erfordern, sowie ein asymmetrischer Griff bei Nachlassen der Federspannung.
Synchronisierte Seitenzugbremsen
Unter der Bezeichnung Synchron wurden ab den 1960er Jahren von der ehemaligen Firma Altenburger Seitenzugbremsen (Patent DE1890527U) hergestellt, deren Bremsarme nicht am zentralen Befestigungsbolzen, sondern – vergleichbar zur Mittelzugbremse – beide an einem eigenen seitlichen Achsbolzen gelagert sind. Die Bremsfeder wirkt nur auf einen Bremsarm, der den anderen Bremsarm über einen Nocken ansteuert, so dass sich beide synchron bewegen. Synchron-Seitenzugbremsen werden von anderen Herstellern weiterhin angeboten. Die ehemalige Firma Weinmann bot ein ähnliches System unter der Bezeichnung Symetric an. Hier wirkte die formschlüssige Zwangsführung der Bremsarme in beide Richtungen und die Bremsfeder griff auf beide Bremsarme. Diese Ausführung galt als anfällig und wird nicht mehr produziert.
Dual Pivot Brake (Zweigelenkbremse) wurden ab den 1990er Jahren von Shimano und Mitbewerbern als Rennradbremsen angeboten, die ähnlich der Synchron-Seitenzugbremse funktionierten. Auf einer einseitig auskragenden Grundplatte ist ein Bremsarm seitlich gelagert, der andere in der Mitte. Die Bewegung der Bremsarme wird durch eine gleitende Kontaktstelle zwischen den Drehpunkten synchronisiert. An einer Einstellschraube an der Kontaktstelle kann die Bremse ausgerichtet werden. Durch die seitliche Lagerung eines Bremsarms verlängert sich der Hebelarm und der Bremskörper kann kompakter ausgeführt werden.

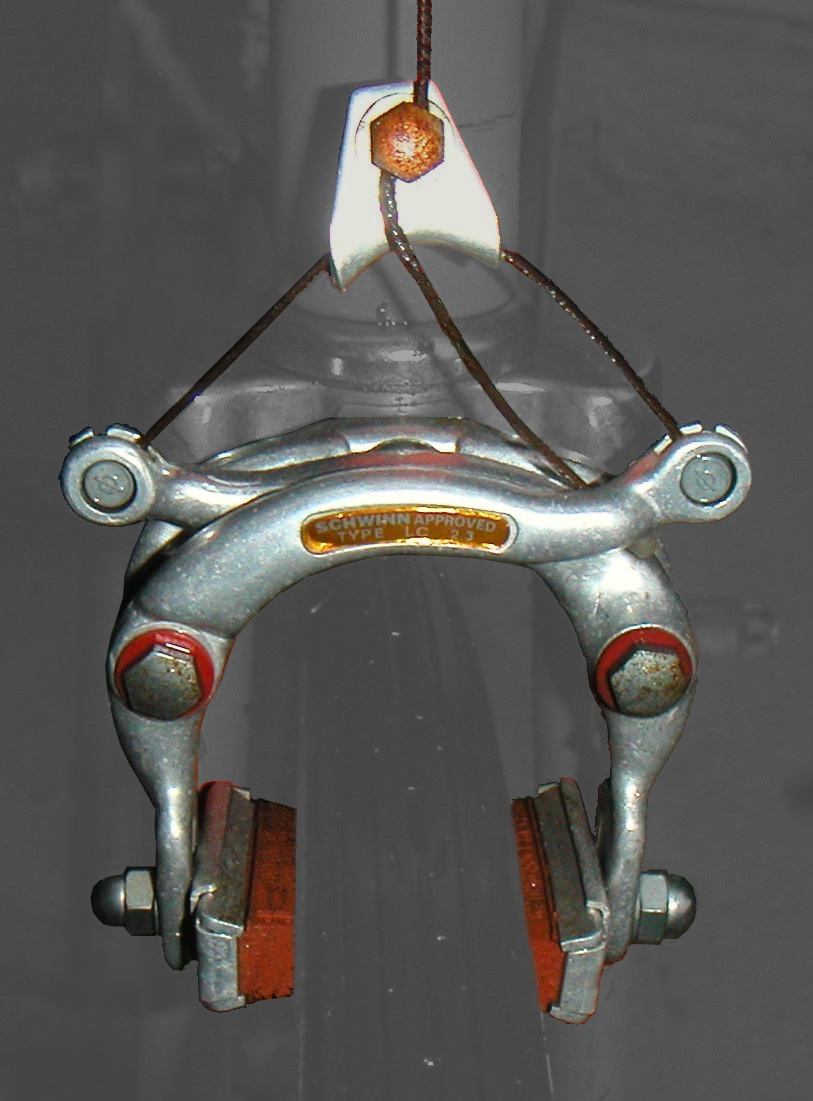
Mittelzugbremse
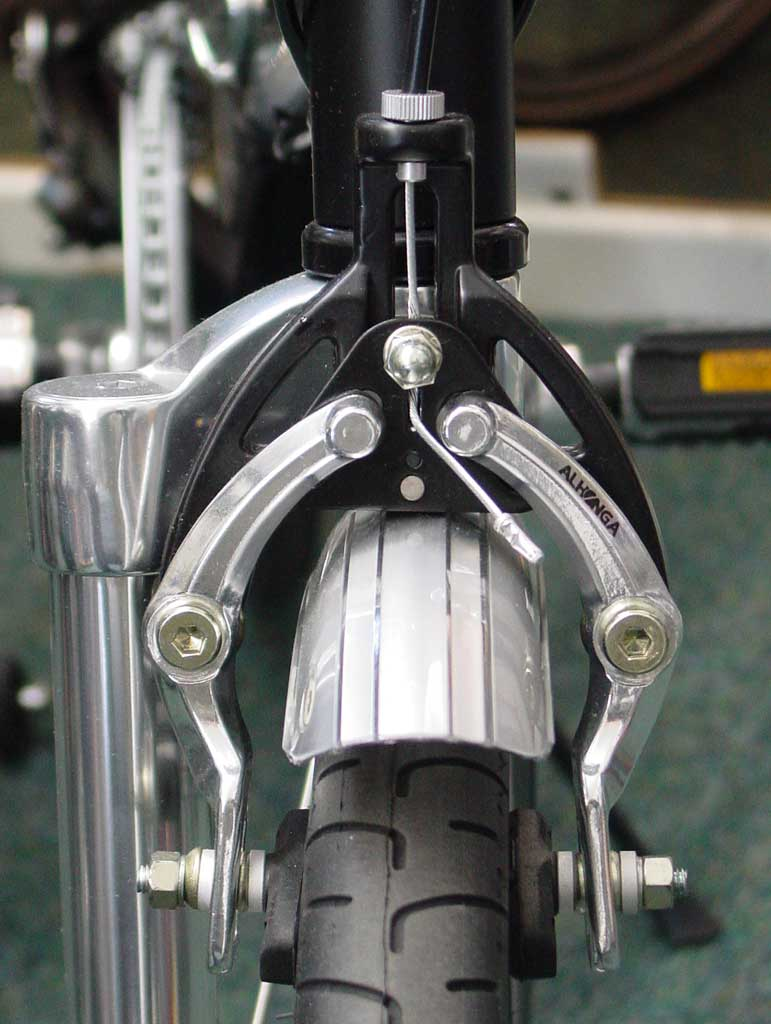
Bremse nach Art des Para-Pull-Systems von Shimano

Mittelzugbremse
Diese Bauart ähnelt der U-Brake, nur dass die beiden seitlichen Achsbolzen (für die Bremsarme) auf einer separaten Trägerplatte angeordnet sind. Im Gegensatz zur leichteren Seitenzugbremse sind die Bremsschenkel der Bremsarme kürzer, somit ist eine höhere Bremsleistung möglich. Je kürzer das die beiden Schenkel verbindende Seil eingestellt wird, desto höher ist bei gegebenem Zug am Bremshebel die Bremskraft. Gleichzeitig fällt der Abstand der Bremsklötze von der Felge im entspannten Zustand geringer aus. Wie bei der U-Brake muss der Gegenhalter für die Außenhülle des Bowdenzugs am Rahmen befestigt sein.
Mittelzugbremsen waren bis Anfang der 1990er Jahre Standard bei Renn- und Sporträdern, sie wurden jahrzehntelang fast ohne Veränderung gebaut.
Delta-Bremse, Para-Pull Brake
Mittelzugbremse mit integriertem Bremszuggegenhalter. Um eine kompakte Form zu erreichen, wirkt bei der Delta-Bremse (von Campagnolo und Weinmann) ein scherenartiges Gestänge in einem Gehäuse auf die symmetrischen Bremsarme, beim Para-Pull System (von Shimano) eine rampenartige Kulissensteuerung, vergleichbar mit dem Funktionsprinzip der Roller-Cam Bremse. Diese Bremssysteme wurden in den 1980ern nur als Rennradbremsen hergestellt. Die Delta-Bremse von Campagnolo, die etwa 10 Jahre lang produziert wurde, galt damals als avantgardistisch und war im höheren Preissegment angesiedelt.
Spindelbremse
Die Firma Weinmann produzierte von 1984 bis etwa 1990 Felgenbremsen, bei denen eine Gewindespindel den Bremsschuh direkt auf die Felgenflanke drückt, vergleichbar mit der späteren hydraulischen Felgenbremse. Beim Modell HP Turbo – eine Mittelzugbremse – werden beide Bremsschuhe durch je eine Spindel synchron verfahren. Beim Modell PBS 300 ist der Träger der Bremsschuhe schwimmend gelagert, eine Spindel ist nur auf einer Seite vorhanden. Zusätzlich wird hier ein spezieller Bremsgriff benötigt.

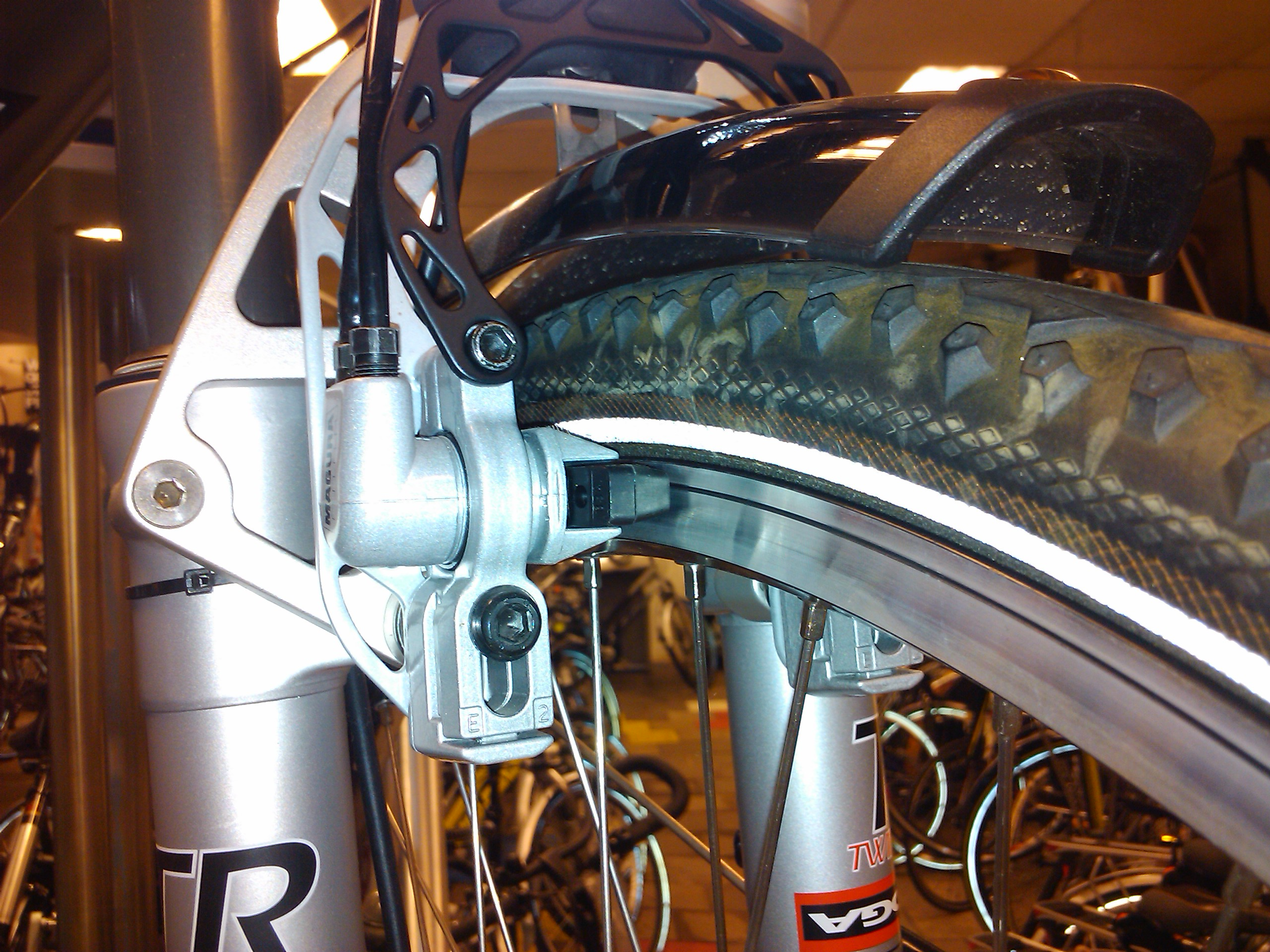
Hydraulisch betätigte Felgenbremse
Hydraulische Felgenbremsen wurde erstmals um 1970 in Serie produziert. Shimano fertigte damals die durch ein Patent geschützte Felgenbremse Power Brake, bei der ein Hydraulikzylinder die Bremsarme spreizt. Einen anderen Ansatz beschreibt 1973 das Patent von Mathauser (USA). Hier drückt je ein Hydraulikzylinder die Bremsschuhe direkt linear an die Felgenflanke. Nach dem gleichen Prinzip fertigte Magura ab 1987 die hydraulische Felgenbremse Hydro-Stop. Durchgesetzt hat sich die Ausführung zur Montage an den Streben bzw. Gabelholmen, die Arten mit zentraler Bolzenbefestigung verschwanden wieder vom Markt. Lediglich im Rennradbereich hatten 2018 Sram und Magura je ein Modell mit zentraler Bolzenbefestigung im Programm. Bei beiden Bremsen sind schwenkbare Bremsarme vorhanden, die durch einen einzelnen Hydraulikzylinder betätigt werden.
Bei Rennrädern werden 2016 von diesen Bremsbauarten praktisch nur noch die Dual Pivot Bremse (Zweigelenkbremse) – eine synchronisierte Seitenzugbremse – eingesetzt. Selten wird noch die weniger wirkungsvolle und etwas leichtere Seitenzugbremse verwendet, beim Rennrad als Single Pivot Bremse (Eingelenkbremse) bezeichnet. Rennradbremsen besitzen meist eine Schnellentspannung des Bremszugs, um beim Radwechsel die Bremsbacken weit genug zu öffnen, damit die Luft nicht aus dem Reifen gelassen werden braucht. Das geringe Bremsmaß (Schenkelmaß) zwischen 40 und 50 mm ermöglicht trotz geringer Größe und Gewicht kräftige und steife Bremsen. Viele Rennradbremsen werden in einer „langen Ausführung“ (long reach) mit einem etwas größeren Bremsmaß angeboten.

#### Beidseitig an Streben oder Gabelschäften angebrachte Bremsen

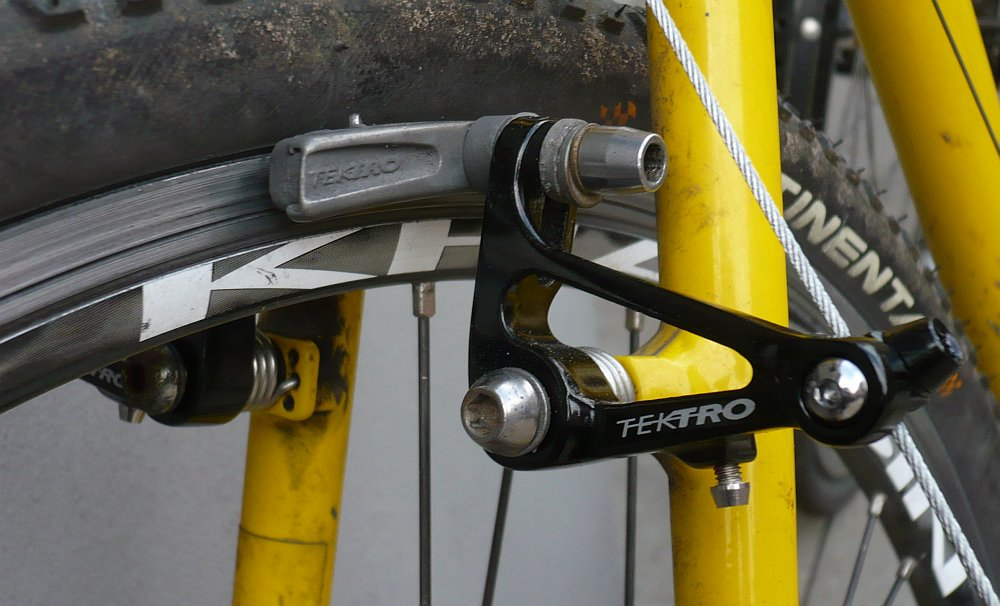
Cantileverbremse am Cyclocrossrad

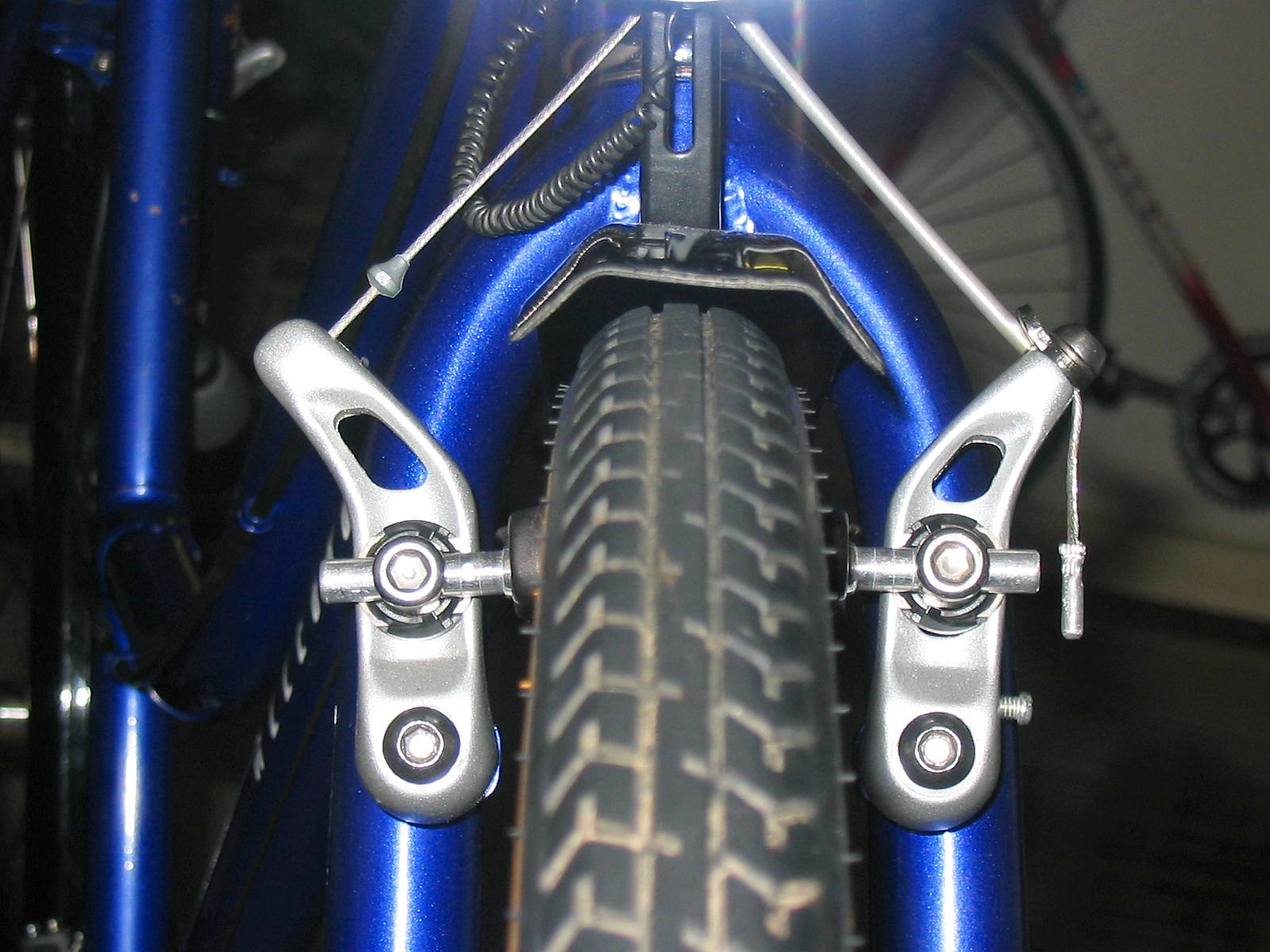
Low-Profile-Cantileverbremse. Der Haupt-Bremszug verläuft rechts durch eine silberfarbene Hülse und ist links über einen kurzen Zug mit dem zweiten Bremshebel verbunden.

Auf beiden Gabelarmen bzw. Sitzstreben des Rahmens sitzt je ein Bremssockel, der als Drehachse der Bremsarme dient.
Bremssockel für Roller-Cam-, Direct Mount und U-Brake werden seitlich des Reifens, also oberhalb der Felgenflanken, angebracht.
Die sogenanntes Cantilever-Sockel (Cantisockel) für Cantilever- und V-Brake sitzen hingegen unterhalb der Felgenflanke.
In Bewegungsrichtung des Reifens hinter Gabelarmen oder Sitzstreben angebrachte Bremssockel führen zu einem effektiveren Einsatz der Bremskraft, da sich die Biegemomente aus der Reibung an der Felge und der Anlenkung des Hebelarms in diesem Fall gegeneinander aufheben.
„Brake Booster“ bzw. Bremsbooster wird ein hufeisenförmiger Bügel aus Metall oder Verbundwerkstoffen genannt, dessen Enden vor den Bremshebeln auf die beiden Bremssockel geschraubt werden, um diese zu versteifen. Diese zusätzliche Verbindung der Cantilever-Sockel vermindert die Torsion von Sitzstreben und Gabelarmen. Bei hydraulischen Felgenbremsen ist der Brake Booster meist bereits Bestandteil des Systems. Federgabeln verfügen meist über ähnliche Bügel, um die Verdrehung der äußeren Rohre zu verhindern.

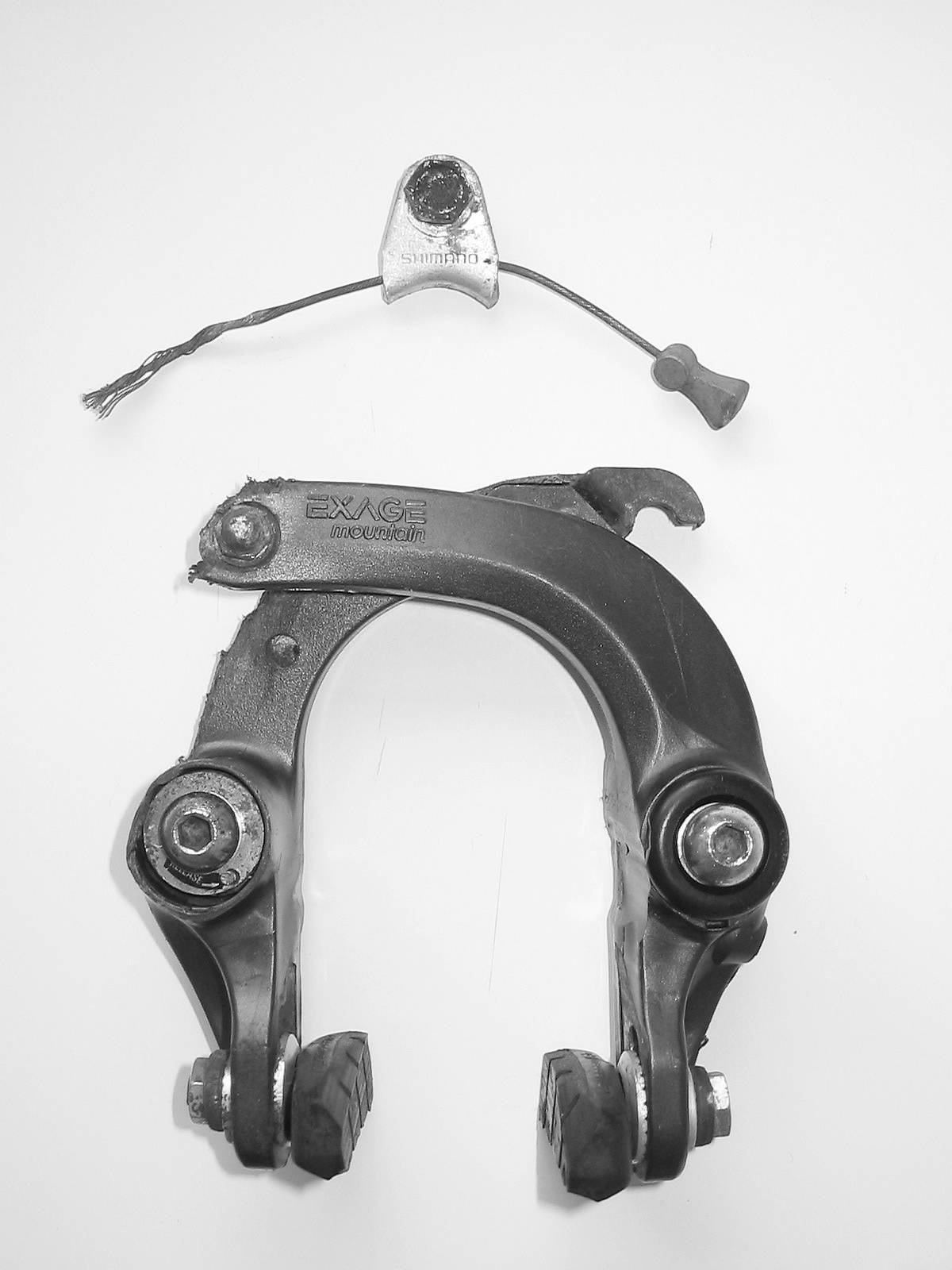
U-Brake mit Verbindungsseil und Mittelzug-Klemme (meist unterhalb der Kettenstreben montiert)
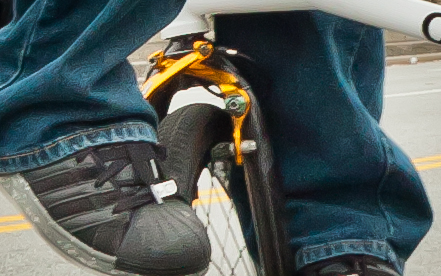
U-Brake mit Seitenzug an einem BMX-Rad

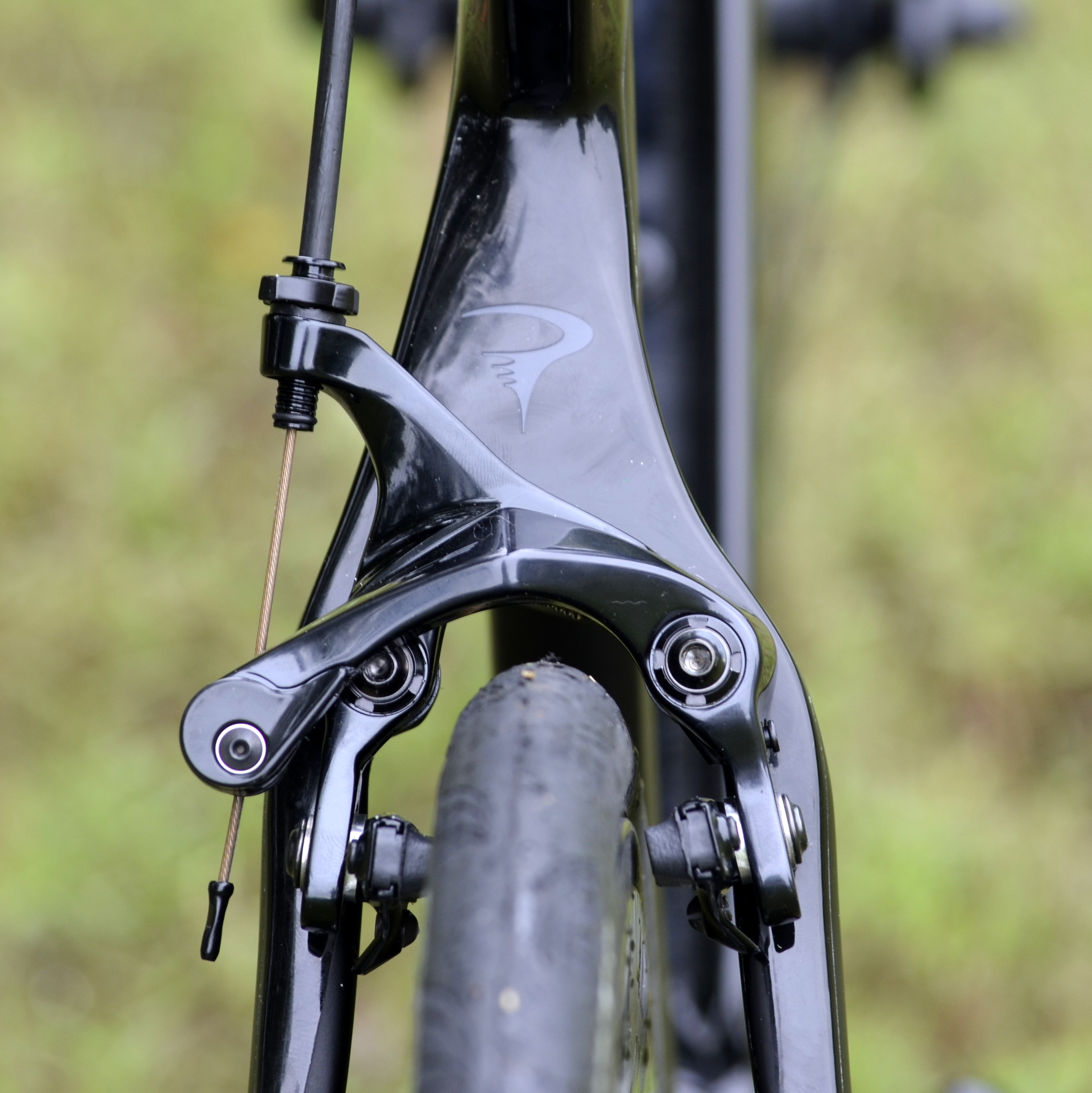
Direct Mount Brake
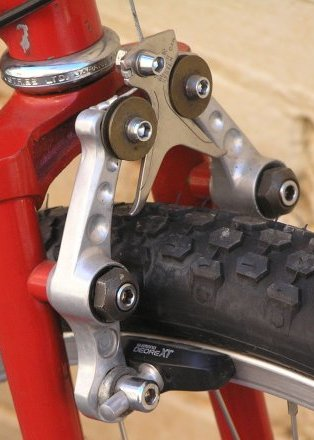
Roller-cam-Bremse

 U-Brake
Die U-Brake („U-Bremse“) wurde ab den 1980er Jahren als Mittelzugbremse an Mountainbikes eingesetzt und meist unter den Kettenstreben befestigt, was die Reinigung etwas erschwert. Zum Umfassen der breiten Mountainbike-Reifen und Betätigung durch den Mittelzug waren lange und entsprechend kräftige Hebelarme erforderlich. U-Brakes wurden später von den leichteren Cantilever- und V-Bremsen verdrängt.
Da U-Bremsen nicht über die Streben hinausragen, werden sie in einer neueren Ausführungen mit seitlich herausgeführtem Seilzug und auf hochliegenden Sockeln beim Freestyle-BMX eingesetzt.
Direct Mount Brake
Die Direct Mount Brake ist nur im Rennradbereich zu finden. Eingeführt wurde diese Bauart von Shimano und weiteren Herstellern ab 2012. Die Direct Mount Brake kann unterschiedlich ausgeführt sein (Mittelzugbremse, Synchronbremse), gemeinsames Merkmal ist jedoch ein Befestigungsstandard, bei dem die beiden Drehachsen der Bremsarme anstelle einer Lagerung auf einer Grundplatte direkt in Gewindemuffen auf den Streben befestigt werden. Die Hinterradbremse kann auch unter den Kettenstreben angebracht sein. Gegenüber der traditionellen Rennradbremse mit zentraler Befestigung an der Bremsbrücke ist ein Verdrehen des Bremskörpers um den Aufhängepunkt (z. B. aufgrund unterschiedlich starker Auslenkung der beiden Bremsbeläge) so nicht mehr möglich.
 Roller-Cam-Bremse
Das Prinzip der Roller-Cam-Bremse ist in der Ausführung als Gestängebremse mindestens seit 1899 bekannt. 1927 wurde die nach dem gleichen Grundprinzip arbeitende Jeay-Bremse (Frankreich) patentiert. Charles Cunningham (USA) von Wilderness Trail Bikes (WTB) entwickelte Mitte der 1980er aus dieser Bauart, auf die er sich im Patent bezog, die Roller-Cam Brake. Die Roller-Cam Brake sitzt auf den gleichen Bremssockeln wie die U-Brake und ist im Prinzip auch so aufgebaut, nur dass die Betätigungsschenkel nicht über Kreuz liegen. An der Stelle, an der sonst der Seilzug angreifen würde, sitzen zwei Rillenrollen. Zwischen diesen Führungsrollen liegt frei beweglich eine sich nach oben kurvenartig verjüngende Schieberplatte (engl. cam). Durch Hochziehen der Schieberplatte werden die Betätigungsschenkel der Bremsarme gespreizt und dadurch der Bremsvorgang eingeleitet. Suntour fertigte diese Bremse bis Anfang der 1990er für das damals aufkommenden Mountainbike in Lizenz. Problematisch ist die Roller-Cam Brake hinsichtlich des Laufradwechsels, der Bremseneinstellung und der Gefahr, dass die frei aufgehängte Schieberplatte verkantet oder aus den Führungsrollen springt.
Shimano bot in den 1980er mit dem Para Pull System eine vergleichbare schieberbetätigte Rennradbremse an.
CantileverbremseCantilever ist die englische Bezeichnung für einen Hebel- bzw. Kragarm und meint die beiden Kipphebel der Bremse, die jeweils um eine eigene Achse rotieren. Die Achse sitzt auf einem Sockel, der beim Vorderrad mit der Gabel und beim Hinterrad mit dem Fahrradrahmen verlötet, verschweißt oder verklebt wird. Position und Maße der Sockel sind einheitlich festgelegt und für alle Cantilever- und V-Bremsen geeignet.
- „Klassische“ Cantilever-Bauart:
Kam ab ca. 1930 auf („Cantilever“ 1929 von Resilion, Nicola Barra 1936, „Speedy“-Cantilever 1938 von René Herse), obwohl diese (und auch die U-Brake) bereits 1904 in einem französischen Patent dargestellt wurden. Weil herkömmliche Seitenzugbremsen vor allem an Cyclocrossern, Reiserädern (Randonneur) und Tandems wegen des durch dickere Reifen und/oder Schutzbleche größeren Abstands zwischen dem Drehpunkt an der Gabelbrücke und der Felge nicht genügend Bremskraft boten (schlechteres Hebelverhältnis), verlegten die Cantileverbremsen den Drehpunkt der Hebel auf die Gabel/Sitzstrebe unterhalb der Felge. Bekannt wurde sie aber erst mit Aufkommen der Mountain Bikes. Wegen ihrer ausladenden Bauform wurden sie Anfang der 1990er durch die Low-Profile-Cantileverbremsen verdrängt. Bei dieser Bauform sind die Schenkel der Bremse eher vertikal als waagerecht ausgerichtet. Dadurch kann der Winkel, den die Seilstücke von den Schenkeln zum Mittelteil bilden, größer ausfallen. Je größer dieser Winkel ist, desto stärker die Bremskraft und desto geringer der Abstand der Bremsklötze von der Felge im entspannten Zustand.
Low-Profile-Cantileverbremsen waren auch bei preiswerten Rädern weit verbreitet, bis sie durch das Aufkommen der V-Brake weitgehend verdrängt wurden. Nur noch bei Cyclocrossrädern erfreuen sie sich einiger Beliebtheit.

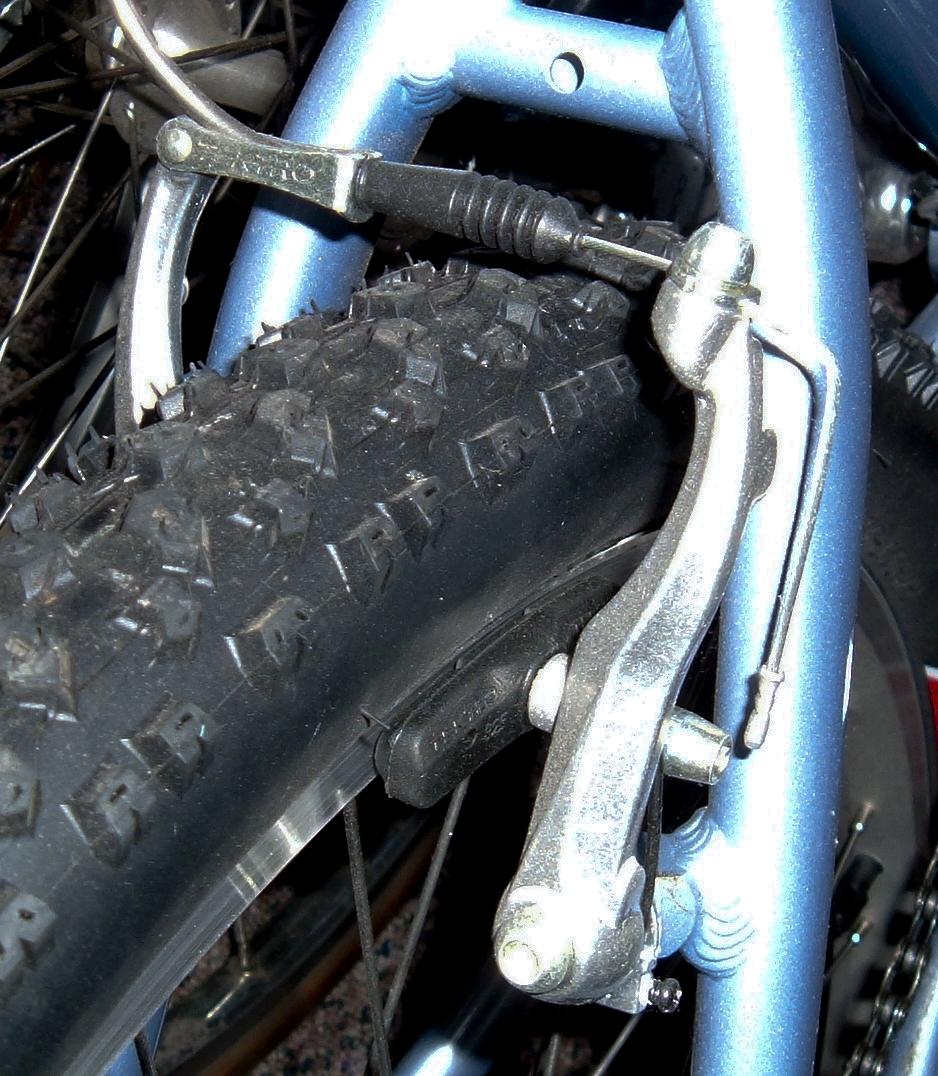
V-Brake
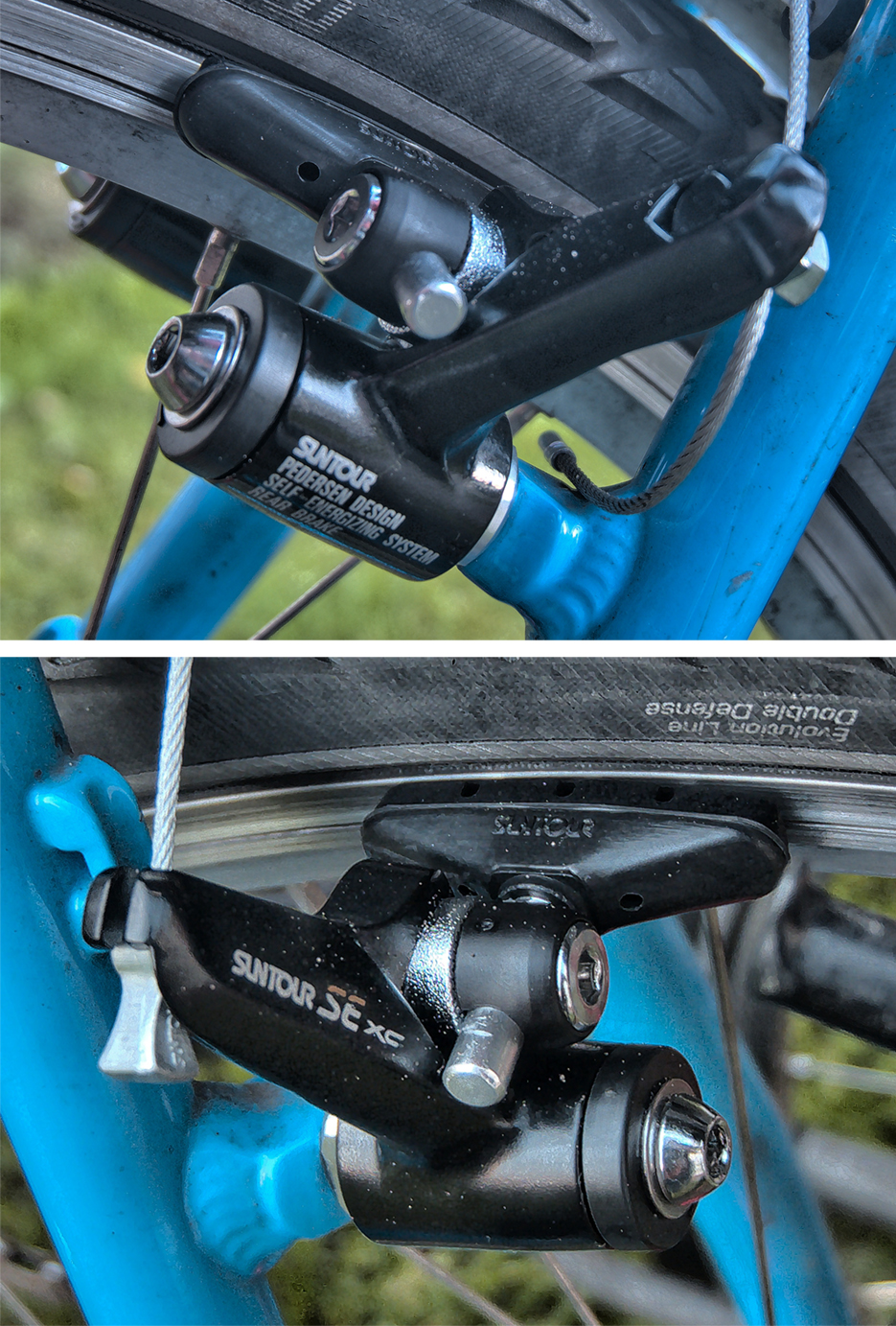
Suntour SE XC Pedersen

- Pedersen, auch bekannt als Self-Energizing Cantilever:
Die Bremsarme lagern formschlüssig auf einer mehrgängigen Spindel mit steilen, nutenförmigen Gewindegängen, welche beim rechten Bremsarm linkssteigend und beim anderen rechtssteigend sind. Sobald zwischen Bremsbelag und Felge ein Reibschluss entsteht, wird der Bremsarm in Drehrichtung des Laufrads gezogen und damit zwangsläufig auf der Spindel weiter an die Felgenflanke gedreht. Dadurch wird eine sich selbstverstärkende Bremswirkung erreicht.
Diese von David Pedersen in den USA patentierte Bremse wurde ab den späten 1980er als „Scott-Pedersen SE“ angeboten. Suntour hatte die Pedersen-Bremse ebenfalls im Programm, allerdings nur für das Hinterrad. Die Bremse galt als schwer dosierbar und war kein Erfolg. Die Fertigung wurde wieder eingestellt. Ein Indiz für den Misserfolg dieser Bremse ist die vorzeitige Aufgabe des Patents durch Nichtbezahlung der Patentgebühren.

- V-Brake / V-Bremse:
Markenname von Shimano für eine Cantileverbremse mit zwischen den Bremsarmen quer verlaufendem und in einem gebogenen Röhrchen nach oben geführten Innenzug. Die Bezeichnung wird häufig auch für Bremsen derselben Bauart anderer Hersteller verwendet. Allgemeine Bezeichnungen sind Linear Pull Brake oder Direct Pull Brake. V-Brakes sind einfach und universell zu montieren, da im Gegensatz zur klassischen Cantileverbremse kein Bremszuggegenhalter am Rahmen erforderlich ist. Bei Shimano war die V-Brake ab 1996 erhältlich. Aufwändigere Ausführungen besitzen ein Hebelparallelogramm, um den Bremsschuh in jeder Stellung parallel zur Felgenflanke zu führen. Angewendet wurde das Prinzip der Linear Pull Brake schon 1988 von Keith Bontrager (USA) im Kestrel Nitro oder etwas später in Deutschland von Florian Wiesmann. Auch in einem englischen Patent von 1938 sind bereits die grundsätzlichen Merkmale von V-Brake (und U-Brake mit seitlich herausgeführtem Seilzug) zu finden.
Die Armlänge der V-Brake kann zwischen 85 mm und 125 mm betragen. Übliche Ausführungen haben eine Armlänge von 100 bis 110 mm und werden mit Bremshebeln mit längerem Seilholweg verwendet (mit größerem Abstand zwischen Drehpunkt und Einhängepunkt des Bremsseils). V-Brakes mit Armlängen von weniger als 90 mm werden als Mini-V-Brake bezeichnet. Mini-V-Brakes werden ebenso wie klassische Cantilever- oder Seitenzugbremsen mit Bremshebeln mit kurzem Seilholweg verwendet.

#### Hydraulische Felgenbremse (Strebenmontage)
Hydraulische Felgenbremsen zur Montage an den Streben bzw. den Gabelholmen wurden 2018 fast nur von Magura hergestellt. Bei allen Modellen drücken zwei gegenüberliegende Bremszylinder die Bremsschuhe direkt linear auf die Felgenflanken. Im Gegensatz zu den meisten hydraulischen Scheibenbremsen ist eine automatische Belagnachstellung sowie der dafür notwendige Ausgleichsbehälter nicht vorhanden. Der Belagverschleiß muss manuell durch eine in die Hydraulikflüssigkeit reichende Einstellschraube am Bremshebel ausgeglichen werden. Bei Bremsen von Magura sind werksspezifische Bremsbeläge nötig, die werkzeuglos ausgetauscht werden können.
Die Befestigung der Bremszylinder erfolgt an den Cantilever-Sockeln mittels einer bügelförmigen Montageplatte, vergleichbar zum Brake Booster. Für den Ausbau des Laufrads oder des Bremsbelags ist ein Bremszylinder durch Öffnen eines Spannhebels abnehmbar. Darüber hinaus gibt es auch Ausführungen für eine Direktmontage, die ohne Montageplatte auskommen. Hier wird der Bremszylinder an jeweils zwei Gewindebuchsen oder speziellen Aufnahmeadaptern direkt an den Streben bzw. den Gabelholmen befestigt. (Hydraulikflüssigkeit und Bremsleitung siehe Kapitel Ansteuerung)

### Rücktrittbremse

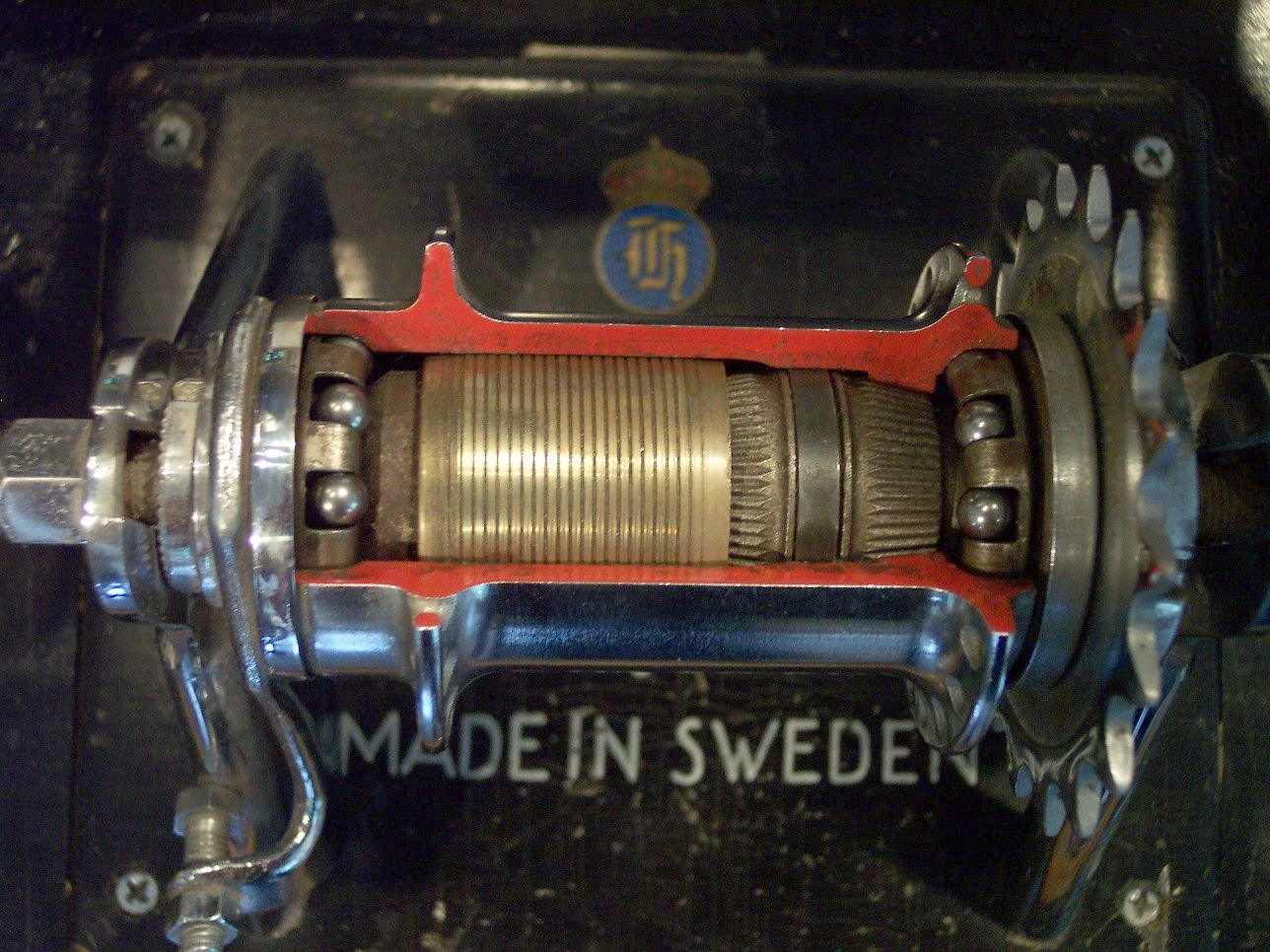
Freilaufnabe mit Rücktrittbremse nach Art der Komet-Nabe (aufgeschnitten)

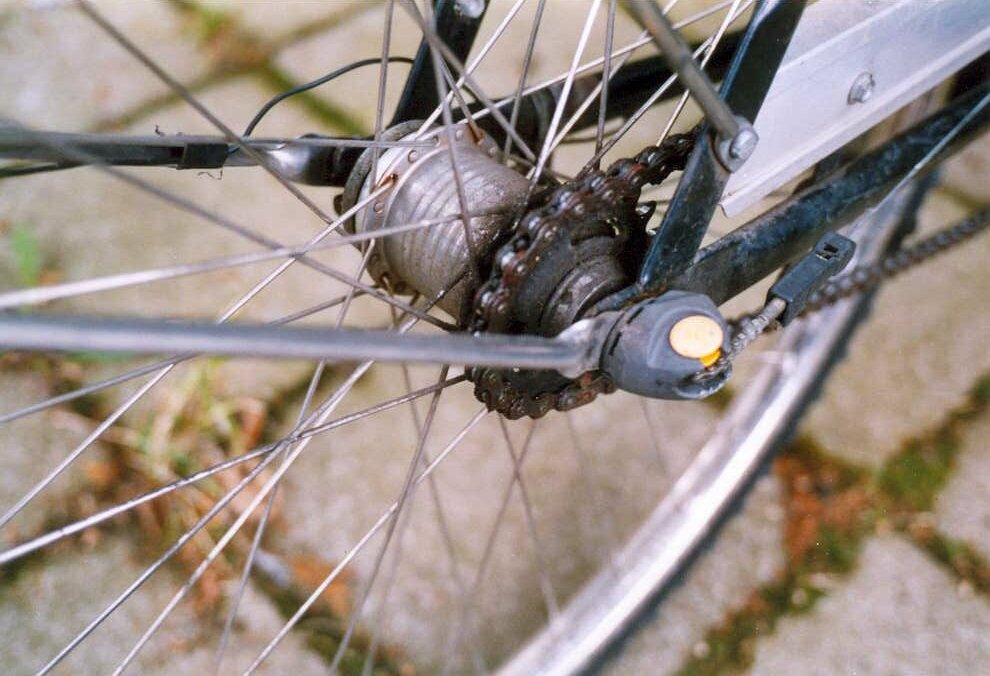
Nabenschaltung mit Rücktrittbremse

Die Rücktrittbremse ist eine Bremse in der Hinterradnabe des Fahrrads. Sie wird durch Rückwärtstreten der Pedale betätigt. Darum ist eine kraftschlüssige Verbindung von der Kurbel zur Hinterradnabe über die Kette erforderlich. Fahrräder mit Kettenschaltung werden in der Regel nicht mit Rücktrittbremse ausgestattet, da der Kettenspanner beim Rückwärtstreten Kette ausgeben und so ein schnelles Ansprechen der Bremse verhindern würde.
Im Gegensatz zu den meisten anderen Ländern gehörte die Rücktrittsbremse in Deutschland bei Alltagsrädern über lange Zeit zur Standardausstattung. Mit der zunehmenden Verbreitung der Kettenschaltung ging der Marktanteil des Rücktritts zurück. Bislang hat die Rücktrittbremse noch eine gewisse Bedeutung bei Cityrädern mit Nabenschaltung und Kinderrädern ohne Schaltung sowie als zusätzliche dritte Bremse bei E-Bikes mit Nabenschaltung und V-Bremse am Hinter- und Vorderrad.
Vorteilhaft ist der Einsatz in der Stadt, da die Hände zum Bremsen nicht unbedingt benötigt werden und beim Abbiegen zum Geben von Handzeichen zur Verfügung stehen.
Bedingt geeignet ist die Rücktrittbremse für Einsätze mit lang anhaltenden Gefällestrecken und hohem Gesamtgewicht. Siehe auch Abschnitt Standfestigkeit.
Bei Verwendung im Alltag ist die Rücktrittbremse robust, sehr langlebig und so gut wie wartungsfrei. Das Einstellen oder Austauschen von Bremsbelägen entfällt, Bremshebel samt Ansteuerung sind nicht vorhanden. Nässe hat keine Auswirkungen auf die Bremswirkung. (Allenfalls bei extremem Geländeeinsatz könnten größere Mengen Wasser oder eindringender Schlamm den Mechanismus beeinträchtigen.) Beim Abspringen der Kette von Ritzel oder Kettenblatt oder einem Kettenriss wird die Rücktrittbremse funktionsunfähig.
Wenn schnell reagiert werden muss, hängt die Bremskraft bei der Rücktrittbremse von der aktuellen Pedalstellung ab: Befinden sich die Pedalen momentan nahe dem obersten und untersten Punkt, ist es schwierig, kräftiger zu bremsen, ohne mit den Füßen von den Pedalen zu rutschen. Manche Rücktrittbremsen sind konstruktionsbedingt für ein feinfühliges, wohldosiertes Bremsen nur bedingt geeignet. Bei der ursprünglichen Torpedo-Dreigangnabe entwickelte sich eine ausreichend starke Bremskraft oft erst nach einigen Sekunden. Bei historischen Getriebenaben von Fichtel & Sachs war teilweise im Handbuch vermerkt, dass beim Bremsen in höheren Gängen auch eine höhere Betätigungskraft benötigt würde.
Wird rückwärts getreten, so werden in der Nabeninnenbremse zylindrisch geformte stählerne Backen von innen an das Gehäuse der Hinterradnabe gepresst. Fast immer wird eine geteilte stählerne Hülse auseinander gespreizt, die in der Länge geschlitzt ist oder aus mehreren Schalen besteht, und dadurch gegen die ebenfalls metallene Innenwand des Nabengehäuses presst. Das Funktionsprinzip ähnelt der Trommelbremse, deren Bremsbacken jedoch in der Regel schmaler, länger und mit einem speziellen, trocken laufenden Bremsbelag versehen sind.
Die feststehende innere Spreizhülse wird auch als Bremsmantel bezeichnet. Damit die Spreizhülse sich beim Bremsen nicht mit Nabengehäuse und Laufrad mitdreht, ist sie über einen seitlich des Nabengehäuses liegenden Hebelarm mit einer Rahmenstrebe verbunden. Dieser Hebelarm wird auch als Drehmomentstütze bezeichnet.
Die Spreizhülse und alle andere beweglichen Teile der Nabe sind mit einem temperaturbeständigen Fett geschmiert.
Ein Nachfetten ist bei modernen Ausführungen meist nicht nötig und auch nur durch Zerlegen der Nabe möglich.
Ältere Ausführungen bis etwa in die 1980er Jahre wurden meist ab Werk mit Schmieröl befüllt, das regelmäßig über einen Stutzen (Helmöler) im Nabengehäuse nachgefüllt werden sollte.

#### Geschichte
Naben mit Rücktrittbremse wurden in den USA von den Firmen New Departure und Corbin ab 1898 produziert, in Deutschland von Fichtel & Sachs unter dem Namen Torpedo ab 1903. Nur kurze Zeit später gab es auch Nabenschaltungen mit integrierter Rücktrittbremse. Mit der Nabenschaltung mit Rücktritt wurde der Grundstein für das Unternehmen Fichtel & Sachs gelegt, das nunmehr Komponenten für die Kfz-Industrie produziert. Die Fahrradtechniksparte wurde 1997 an die Firma SRAM veräußert. Bei einer um 1900 produzierten Variante der englischen Firma BSA betätigte die rückwärtsdrehende Tretlagerwelle über ein Gestänge die Bremsklötze einer Felgenbremse. Die Regularien der UCI erlauben bei Rennrädern nur mit Handhebel bediente Bremsen.

#### Varianten
- Rollen-Prinzip: Der Bremsmantel wird durch Rollen gespreizt. Die Rollen liegen, gehalten vom Rollenführungsring, auf einer Welle mit mehreren rampenartigen Nocken auf dem Umfang. Durch weniger als eine Achtel-Drehung der Welle werden die Rollen durch die Nocken angehoben und drücken den darüber liegenden Bremsmantel gegen das Nabengehäuse. Die 4-, 7- oder 8-Gang-Getriebenaben von Shimano in der Ausführung mit Rücktrittbremse funktionieren nach dem Rollen-Prinzip,[29]. Siehe auch: Rollenbremse.
- Konus-Prinzip: Der Bremsmantel liegt zwischen zwei kegelförmigen Konen. Der äußere Konus (Hebelkonus) ist mit der Drehmomentstütze verbunden, der kettenseitige Konus (Bremskonus) kann axial gegen den Bremsmantel verfahren werden, so dass dieser zwischen den beiden Konen gespreizt wird. Unterschiede gibt es in der Art des Freilaufs und des Antriebs des Bremskonus.
  - Die Torpedo-Freilauf-Nabe (1-Gang) arbeitet mit einem Rollen-Freilauf (Torpedo-Freilauf[30]), dessen Rollenführungsring in der Bremsfunktion den Bremskonus axial mittels stirnseitiger rampenartiger Erhebungen zum Bremsmantel schiebt.[31]
  - Bei der Komet-Nabe der Stempelwerke aus Frankfurt, ab 1929 von Fichtel und Sachs gefertigt,[32] wird mittels einer hohlen Gewindespindel (an der das Ritzel befestigt ist) eine Spindelmutter verfahren, die an beiden Stirnflächen kegelförmig als Konus geformt ist.[33] Beim Antrieb (Ritzel dreht vorwärts) stellt der kettenseitige Konus der Spindelmutter einen Reibschluss zum Innenkonus des Nabengehäuses her, der beim Freilauf[34] (Nabengehäuse dreht schneller als das Ritzel) wieder gelöst wird, da die Gewindegänge die Spindelmutter dann aus den Innenkonus der Nabe ziehen. Beim Bremsen (Ritzel dreht rückwärts) spreizt der Konus auf der anderen Seite der Spindelmutter den Bremsmantel oder presst bei manchen Modellen die Scheiben einer Lamellenbremse aufeinander.
  - Weitere Beispiele für Rücktrittsnaben nach dem Konus-Prinzip sind die Centrix-Nabe, die von R. Gottschalk entwickelt wurde[35] oder die Favorit-Nabe, ein Nachbau der Torpedo-Freilauf-Nabe. Auch der Rücktritt von vielen ehemals gefertigten Nabenschaltungen, wie die Torpedo-3-Gang-Nabe, funktioniert auf diese Weise.

### Rollenbremse

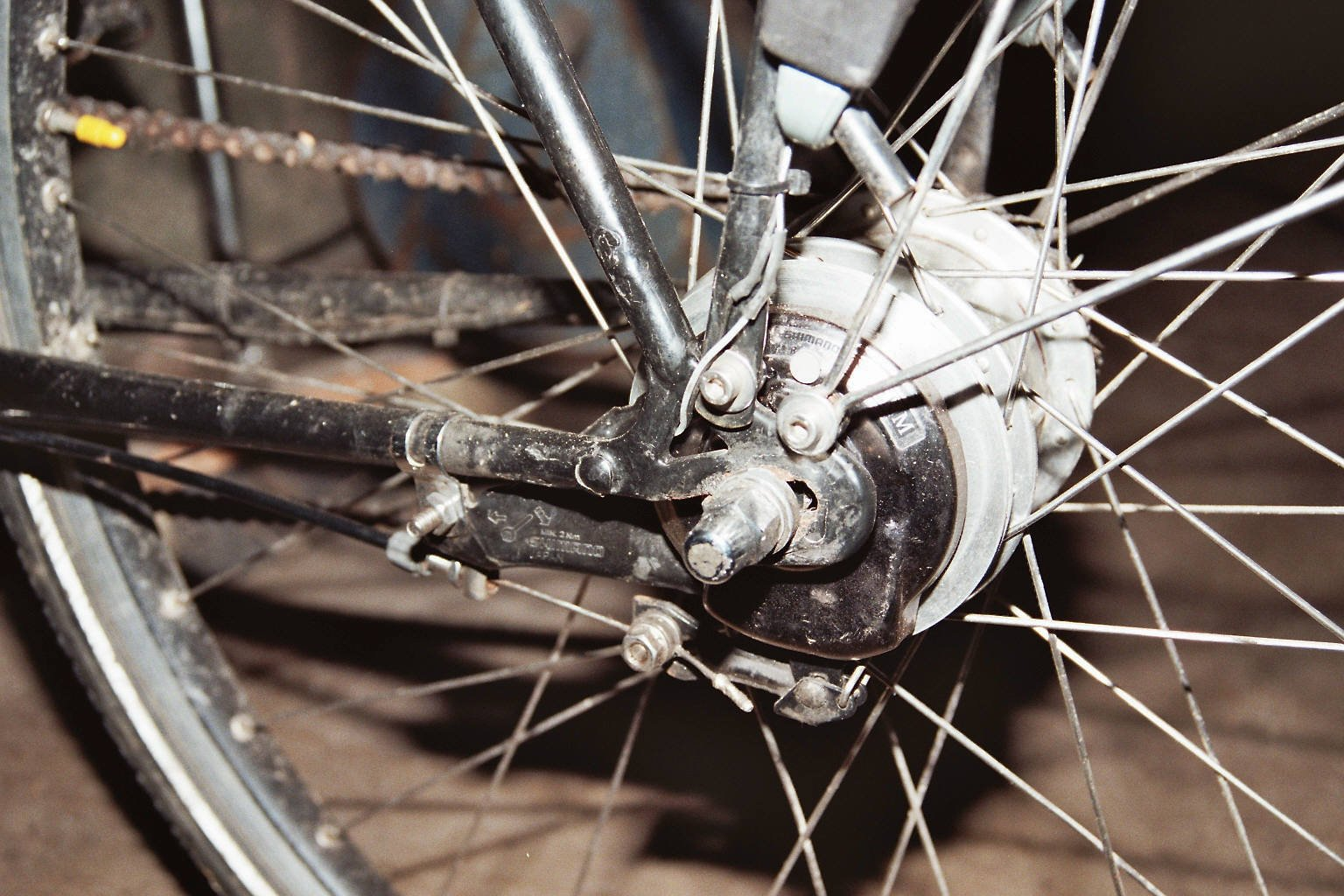
Rollenbremse

Die Rollenbremse ist eine Variante der Rücktrittbremse nach dem Rollen-Prinzip, nur dass die Betätigung nicht über den Rücktritt, sondern mittels herkömmlichen Bremshebel und Seilzug erfolgt.
Rollenbremsen werden nur von Shimano als Anbaubremse (Inter-M-Brake) hergestellt. Mittels einer Verzahnung können sie an den Nabenkörper von speziell dafür geeigneten Vorderradnaben und Getriebenaben montiert werden. Alle inneren Teile der Rollenbremse sind, genauso wie bei der Rücktrittbremse, von einem Fettmantel umgeben. Zum Nachfetten mit dem speziellen Bremsfett ist eine Öffnung im Gehäuse vorhanden. Die Vorderrad-Inter-M-Bremse von Shimano ist mit einem sogenannten „Power Modulator“ ausgestattet, eine Rutschkupplung, welche die maximale Bremskraft begrenzt.
Wie die Rücktrittbremse sind Rollenbremsen ohne Kühlkörper meist nur für Einsatzbereiche geeignet, bei denen keine dauerhaft hohe Bremsleistung erforderlich ist, wie etwa bei langen Gefällestrecken im Gebirge. Für Lasten-, Reiseräder und Tandems werden Modelle mit einer mit dem Nabenkörper rotierenden Kühlscheibe angeboten, die dauerbelastungsfest sein sollen.

### Trommelbremse

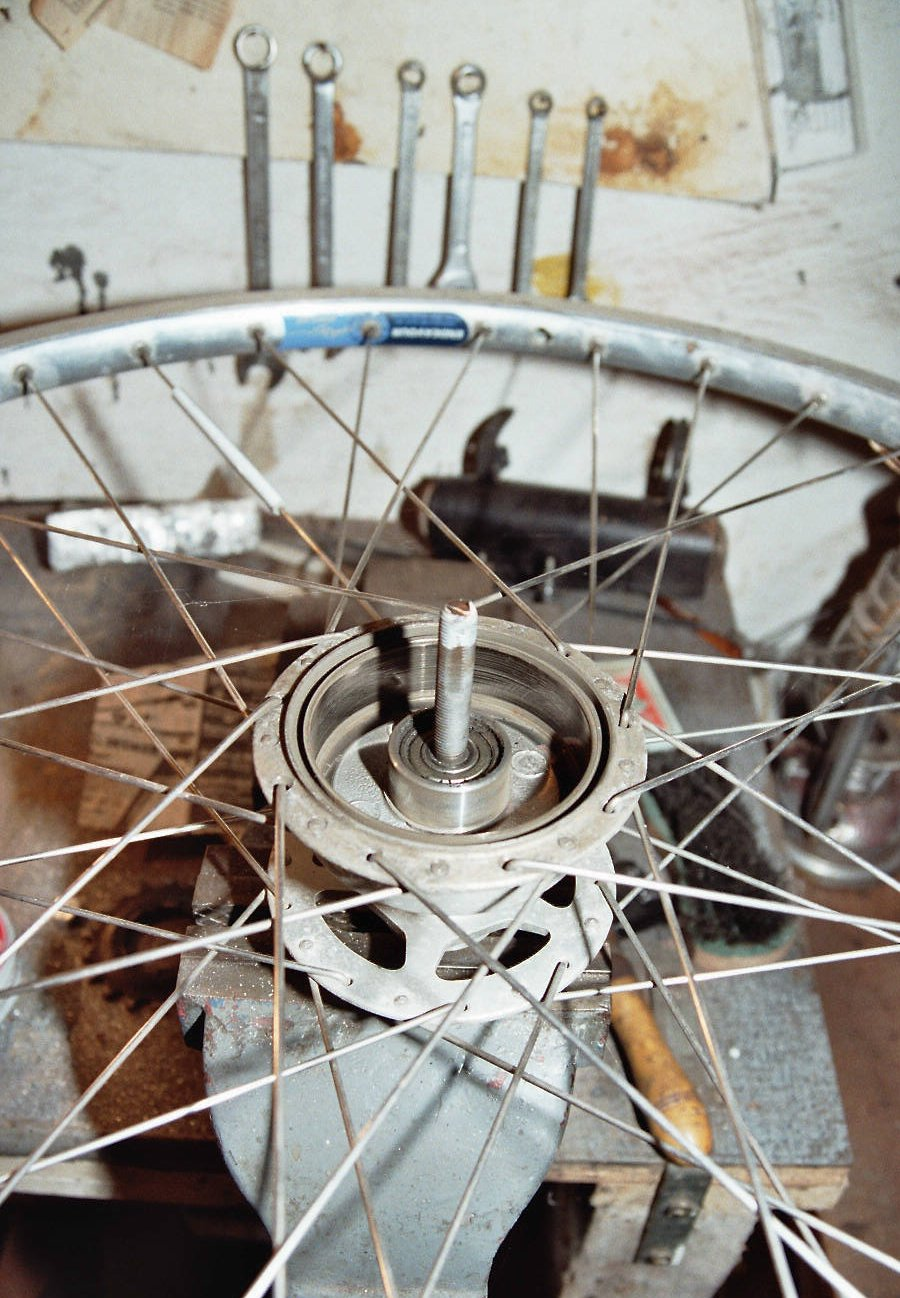
Eine geöffnete Trommelbremse, die Bremsbacken wurden herausgenommen

Beim Fahrrad wird die Trommelbremse in der Ausführung als Simplex-Bremse mit durch Hebel betätigtem Spreiznocken verwendet, so wie sie auch bei einfachen Motorrädern oder Mofas mit Seilzugbremse zu finden ist. Nur wenige Hersteller produzieren noch Trommelbremsen für Fahrräder, beispielsweise Sturmey-Archer, welche diese seit 1930 im Programm hat. Der Trommeldurchmesser liegt zwischen 70 mm und 90 mm. Trommelbremsen gibt es auch in Kombination mit Getriebenaben oder Dynamonaben. Während die ähnlich wirkende Rollenbremse von der Nabe komplett abgenommen werden kann, ist die Bremstrommel bei heutigen Modellen ein Teil des Nabengehäuses. Im Unterschied zur Rollenbremse müssen die Bremsflächen fettfrei bleiben. Durch den fehlenden Fettmantel wird das Eindringen von Wasser erleichtert.
Eine spezielle Ausführung war die Böni-Trommelbremse bei früheren Schweizer Militärvelos. Dies war ab 1944 eine Anbautrommelbremse an die Torpedo-Rücktrittnabe von Fichtel & Sachs als zusätzliche mit Seilzug betätigte Bremse. Von SRAM wurde eine als i-Brake bezeichnete Anbau-Trommelbremse angeboten.

### Bandbremse

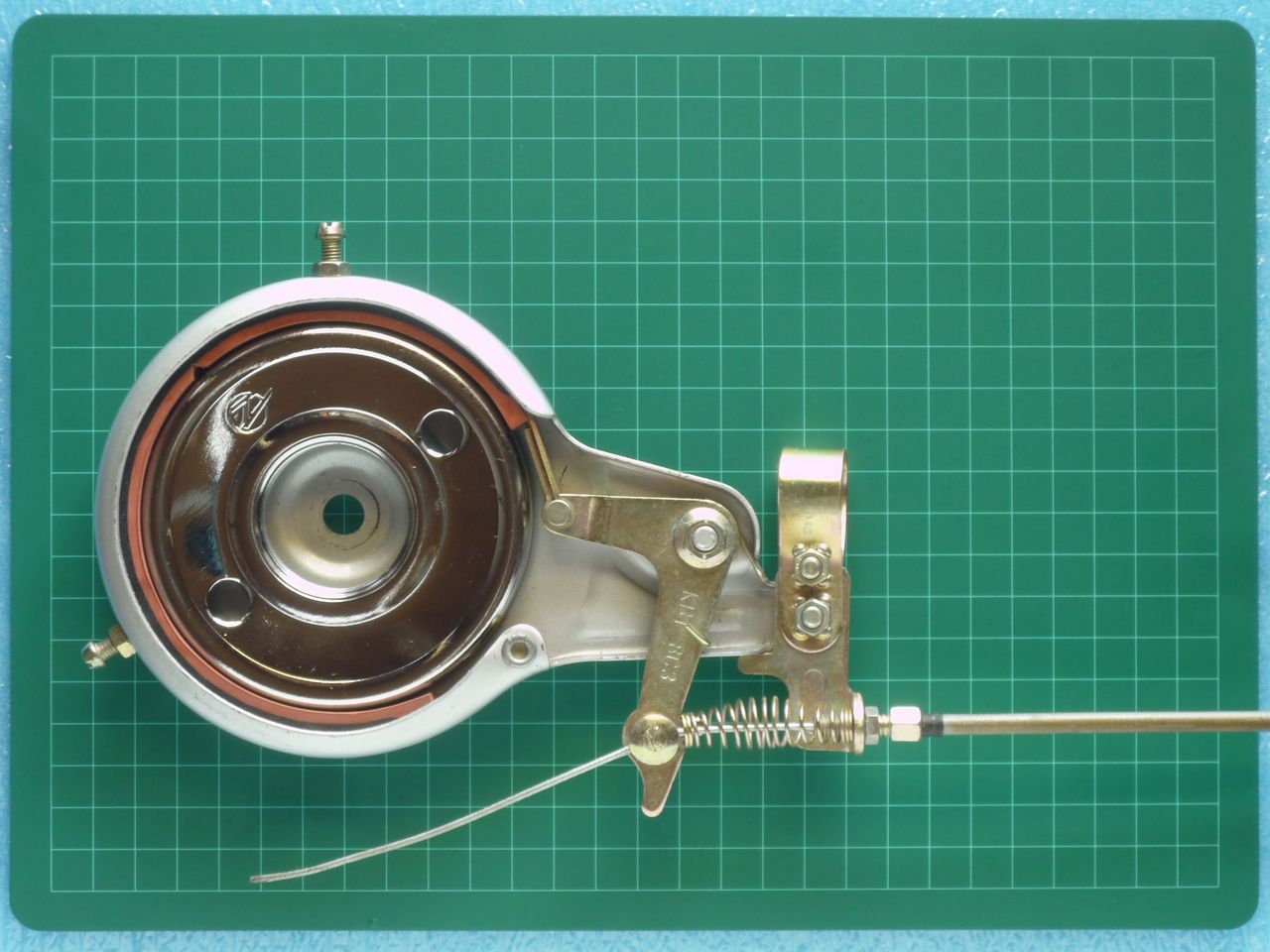
Bandbremse für das Hinterrad

Einfache Bandbremsen werden fast ausschließlich bei traditionellen Fahrrädern und Lastendreirädern chinesischer Produktion als Hinterradbremse verwendet, der Bremshebel ist dabei oft als Handbremse am Rahmen montiert.
In der besseren Form mit Metallband und Handbremshebel finden sie sich bei einigen wenigen Fahrradtypen der 1970er und 1980er Jahre. Eingesetzt werden sie noch bei Kinderfahr- und -laufrädern.
Das namengebende Band läuft lose um eine Bremstrommel, der eigentliche Bremsbelag befindet sich auf der Innenseite des Bandes. Zum Bremsen wird die Spannung des Bandes erhöht, der Durchmesser damit verkleinert. Dauerbremsen ist, wie bei vielen Fahrradbremsen, nicht sinnvoll oder führt zur starken Erwärmung von Bremstrommel und Band.

### Scheibenbremse

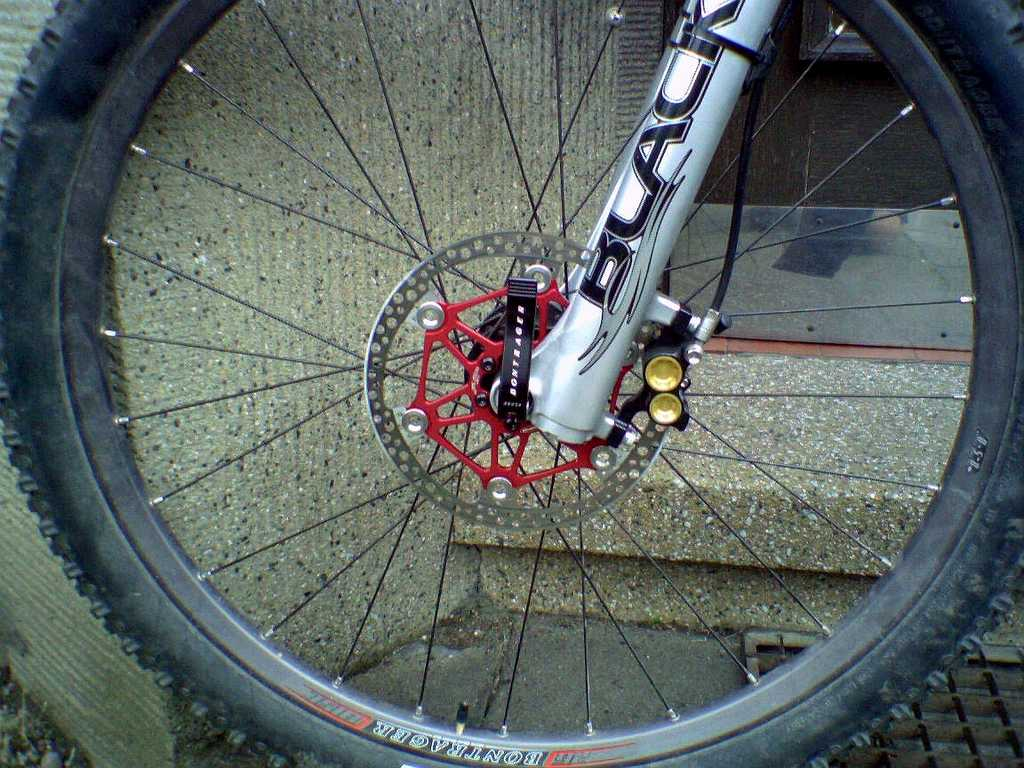
Hydraulische 4-Kolben-Bremse mit schwimmender Bremsscheibe – Postmount-Befestigung ohne Adapter

Obwohl die Scheibenbremse eine der jüngeren Entwicklungen in der Fahrradtechnik darstellt, behandelte bereits 1894 das amerikanische Patent US526317 eine mechanische Scheibenbremse für das Hinterrad eines Fahrrads. Bei Neurädern im Bereich Mountainbike, Gravelbike, Cyclocross und Rennrad sind Scheibenbremsen mittlerweile Standard. Anfang der 1970er produzierten die Fahrradhersteller Schwinn (USA) und Bridgestone (Japan) Fahrräder mit Scheibenbremsen am Hinterrad. Von Shimano gab es 1972 die mechanische Scheibenbremse B700 und 1973 das hydraulische Modell B900. Der Komponentenhersteller Phil Wood (USA) hatte im gleichen Zeitraum eine Scheibenbremse im Programm. Lange Zeit blieben Scheibenbremsen am Fahrrad ein reines Nischenprodukt. Erst ab Mitte der 1990er wurde diese Bauweise speziell bei Mountainbikes populär und schaffte den Marktdurchbruch. In Cyclocross-Rennen ist sie seit der Saison 2010/11 laut Weltradsportverband UCI erlaubt.

#### Ausführungsarten und Konstruktionsmerkmale
Hydraulisch betätigte ScheibenbremseDie bei weitem überwiegende Art (Stand 2018) ist die Festsattelbremse mit je einem Kolben auf jeder Seite. Für stärker beanspruchte Bremsen werden auch Vier- und Sechs-Kolben-Bremsen angeboten. Fast alle Modelle besitzen eine automatische Belagnachstellung, die dafür sorgt, dass der Nehmerkolben im Bremssattel nach dem Lösen der Bremse stets den gleichen Abstand zur Bremsscheibe einnimmt. Ein Ausgleichsbehälter am Geberkolben des Bremshebels sorgt für die Ergänzung der Bremsflüssigkeit, wenn der Nehmerkolben sich infolge der Abnutzung des Bremsbelags nach und nach weiter aus dem Bremssattel hinausschiebt. Im Gegensatz zum Auto ist der Ausgleichsbehälter in der Regel durch eine Membran von der Außenluft abgeschottet, damit beim Hinlegen oder Umdrehen des Fahrrades keine Flüssigkeit aus den Entlüftungsbohrungen austritt. Schwimmsattelbremsen werden kaum produziert. Die einzige bekannte Schwimmsattelbremse war das ab 1997 über ein Jahrzehnt lang produzierte Modell Gustav M von Magura. (Hydraulikflüssigkeit und Bremsleitung siehe Kapitel Ansteuerung)
Eine spezielle Ausführung ist die hydraulische Scheibenbremse der Firma BFO (Stand 2018). Im Hydraulikkreislauf eines geschlossenen Systems (ohne Ausgleichsbehälter) liegt zwischen Geber- und Nehmerkolben ein im Bremssattel eingebauter Stufenkolben, dessen größere Kolbenoberfläche zum Geberkolben zeigt. Bei gelöster Bremse ist der Stufenkolben funktionslos, da ein offenes Ventil die Hydraulikflüssigkeit durch den Kolben leitet. Beim Bremsen schließt dieses Ventil bei Erreichung des Druckpunkts (Belag berührt Scheibe) aufgrund der Druckerhöhung. Dadurch wird der Hydraulikkreislauf in zwei separate Kreisläufe getrennt und das hydraulische Übersetzungsverhältnis entsprechend dem Verhältnis der Kolbenoberflächen des Stufenkolbens erhöht. In der Praxis hat sich gezeigt, dass bei dieser Ausführung Wasser als Bremsflüssigkeit möglich ist.

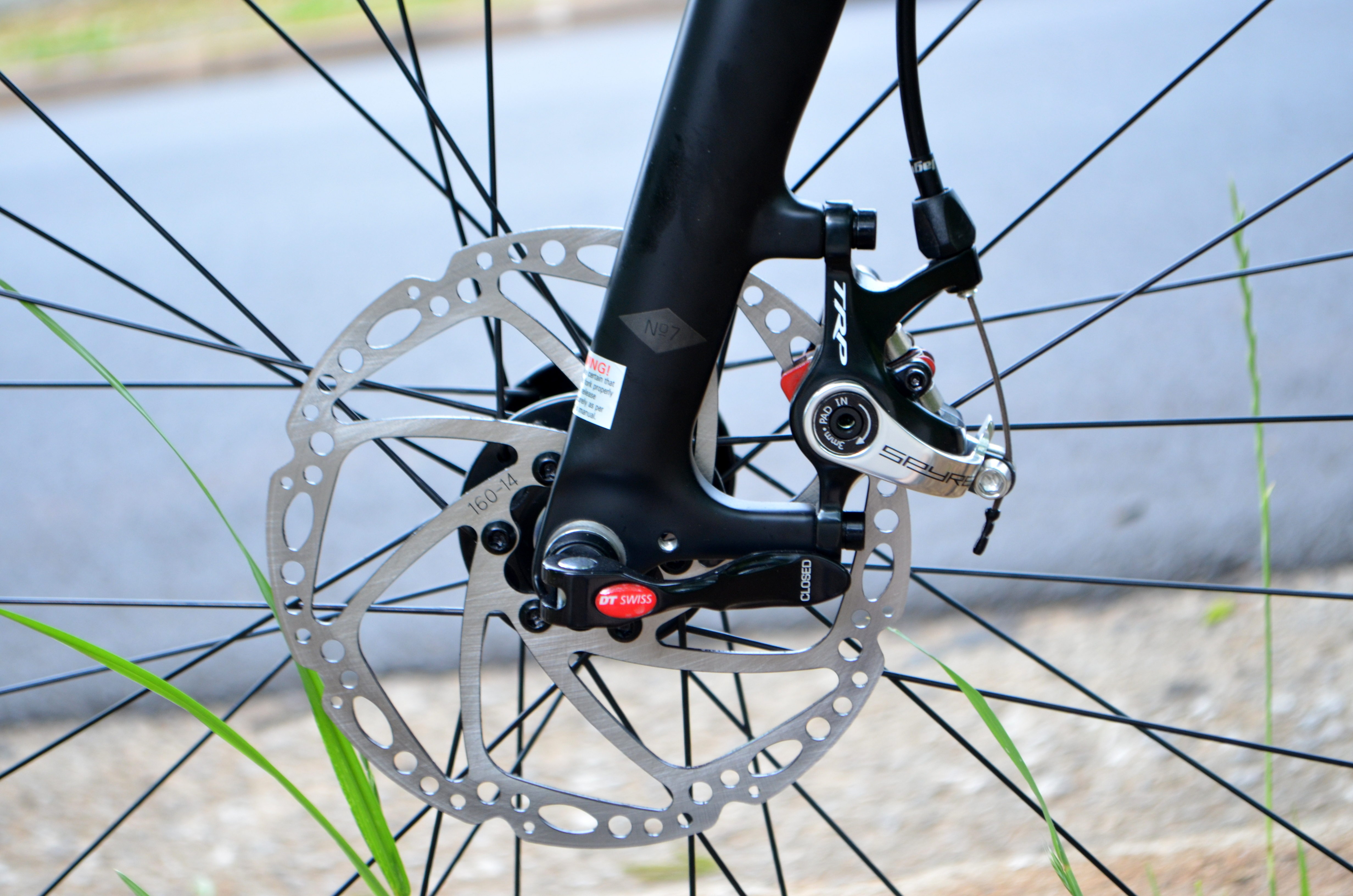
Mechanisch betätigte Scheibenbremse

Mechanisch betätigte ScheibenbremseEinige Scheibenbremsen werden über einen Seilzug angesteuert. Es gibt Ausführungen für Bremshebel mit langer Seilhollänge (für V-Brakes) und kurzer Seilhollänge (für alle anderen Bremsen). Bei einfachen mechanisch betätigten Scheibenbremsen sitzen die Beläge in einem Festsattel und sind nur auf einer Seite linear verfahrbar; beim Bremsen wird die Scheibe vom verfahrbaren Belag auf den feststehenden Belag gedrückt. Aufwändigere mechanische Scheibenbremsen haben Beläge, die auf beiden Seiten linear verfahrbar sind, vergleichbar zur hydraulischen Festsattelbremse.
Mechanisch betätigte hydraulische ScheibenbremseEine mögliche Bauart entspricht der hydraulischen Festsattelbremse, bei der sich allerdings Geberkolben und Ausgleichsbehälter ebenfalls im Bremssattel befinden. Der Geberkolben wird über einen herkömmlichen mechanischen Bremshebel mit Bowdenzug betätigt. Alternativ können Geberkolben und Ausgleichsbehälter in einem separaten Gehäuse untergebracht werden, der als „Konverter“ bezeichnet wird. An den Konverter können kompatible hydraulische Bremssättel angeschlossen werden.

#### Bremsscheibe
Die gängigen Durchmesser liegen bei 140, 160, 180, 200, 203 und 220 mm. Gelegentlich werden diese Größen mit Ziffern zwischen 5 und 8 bezeichnet, die nominellen (gerundeten) Durchmesser in Zoll. Bei Rennrädern, Gravelbikes und Cyclocrossrädern sind 140 und 160 mm üblich. Größere Durchmesser kommen bei manchen Trekkingrädern, Mountainbikes und Lastenrädern zum Einsatz. Im Downhill-Sport sowie bei Reiserädern und Tandems sollten mindestens Bremsscheiben mit einem Durchmesser von 180 mm montiert werden. Möglich sind Zwischengrößen, da die Position des Bremssattels mit Adaptern angepasst werden kann.
Je größer der Durchmesser der Bremsscheibe, desto höher ist die mit gleicher Handkraft erzielbare Verzögerung und die erreichbare Dauerbremsleistung. Bei fast allen Fahrradarten kann das Vorderrad stärker als das Hinterrad abgebremst werden, ohne zu blockieren. Dort wird oft eine größere Bremsscheibe verwendet als am Hinterrad.

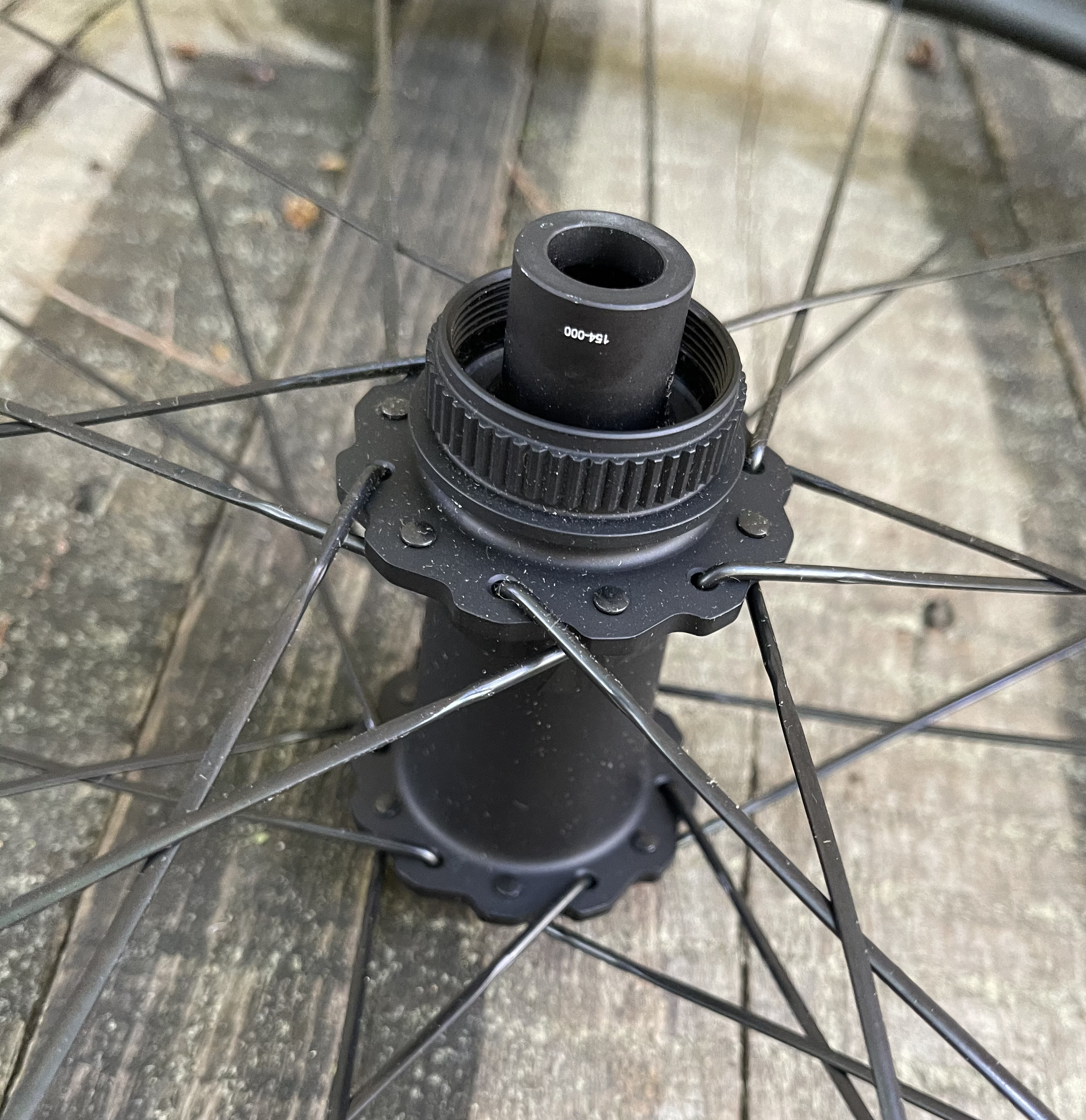
Centerlock-Nabe. Außen das Vielzahlprofil für die Bremsscheibe, innen das Gewinde für den Verschlussring.

Die Befestigung der Bremsscheibe an der Nabe richtet sich nach den Standards Centerlock und IS2000. Centerlock ist ein System von Shimano, bei dem die Scheibe auf ein Vielzahnprofil am linken Rand der Naben geschoben und mittels eines Verschlussrings fixiert wird. Hierfür wird das gleiche Werkzeug verwendet, das auch zum Verschrauben des Verschlussringes von Zahnkranzpaketen dient. Bei IS2000 wird die Bremsscheibe mit sechs Schrauben an der Nabe befestigt. Es gibt Adapter, um IS2000-Scheiben an Centerlock-Naben zu befestigen. Die Getriebenabe von Rohloff besitzt eine spezielle Aufnahme mit 4 Schrauben.
Die Reibfläche besteht bei fast allen Bremsscheiben aus Stahl. Um das Gewicht zu reduzieren, wurden auch Bremsscheiben mit Alu- oder Titanreibfläche entwickelt, diese verschleißen jedoch schneller. Verbreitet sind auch Bremsscheiben, die aus einer Aluminium-Trägerscheibe bestehen, auf die beidseitig die konzentrischen, dünnen Reibflächen aus Stahl aufplattiert sind. Oftmals besteht hier ein Überstand des Träger-Aluminiums über die Reibfläche hinaus zur Nabe hin, um die Wärmekapazität der Scheibe und die Kühlfläche zu erhöhen.
Möglich sind Bremsscheiben, die aus einem separat aufgenieteten Reibring auf einer Aluminiumspinne (Spider) bestehen. Um den Verzug durch Wärmeausdehnung zu minimieren, kann der Reibring auch derart befestigt sein, dass er sich radial nach außen frei dehnen kann. Diese Art wird als „schwimmende Scheibe“ bezeichnet, welche es auch mit einer erhöhten Dicke von etwa 3 mm als innenbelüftete Bremsscheibe (Stand 2018 – nur mit 203 mm Durchmesser) gibt.
Bremsscheiben werden ansonsten in Dicken von 1,8 mm bis 2,0 mm ausgeführt.

#### Bremsbelag
Bremsbeläge bestehen aus einer Trägerplatte auf die ein Reibbelag aufgebracht wird, der aus gesintertem Metall (gesinterter Belag) oder einem Kunststoffharz mit eingebetteten Reibstoffen (organischer Belag) bestehen kann. Form und Halterung des Bremsbelags sind nicht standardisiert, sondern hersteller- bzw. modellspezifisch.
Bei neuen Bremsbelägen wird die volle Bremswirkung erst nach einer gewissen Einfahrzeit erreicht. In Ruhestellung sind die Bremsbeläge nur einige Zehntel Millimeter von der Scheibe entfernt. Je dünner die Scheibe und je größer ihr Durchmesser, desto leichter kann sie sich durch Überhitzung oder Gewalteinwirkung verziehen und an den Belägen schleifen.
Magura schreibt vor, dass Bremsbeläge getauscht werden, wenn der Belag inklusive Trägerplatte weniger als 2,5 mm stark ist.
Shimano verlangt den Belagswechsel, wenn der Belag ohne Trägerplatte weniger als 0,9 mm stark ist.

#### Befestigung des Bremssattels

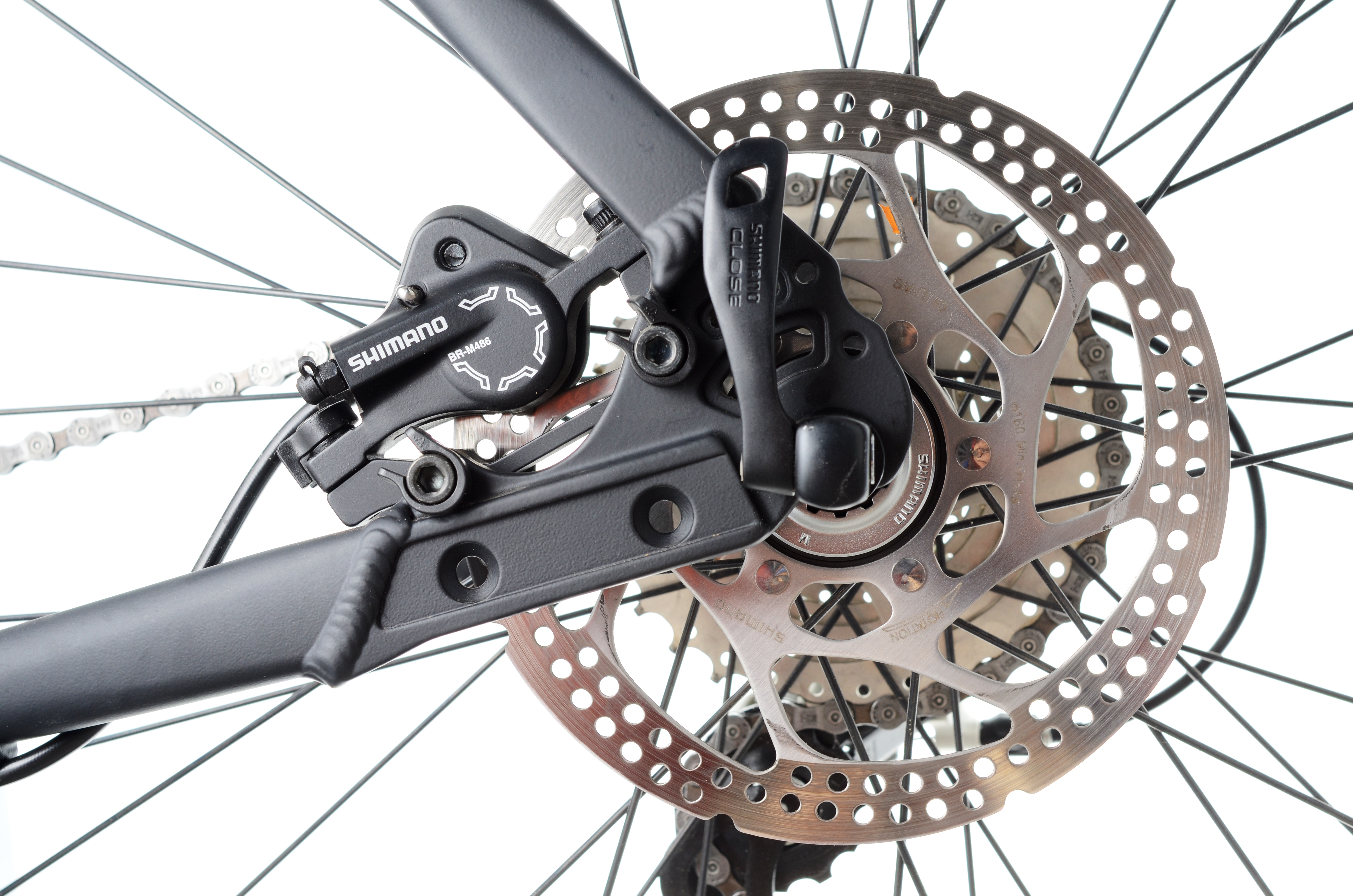
Postmount-Aufnahme einer Scheibenbremse auf der Kettenstrebe

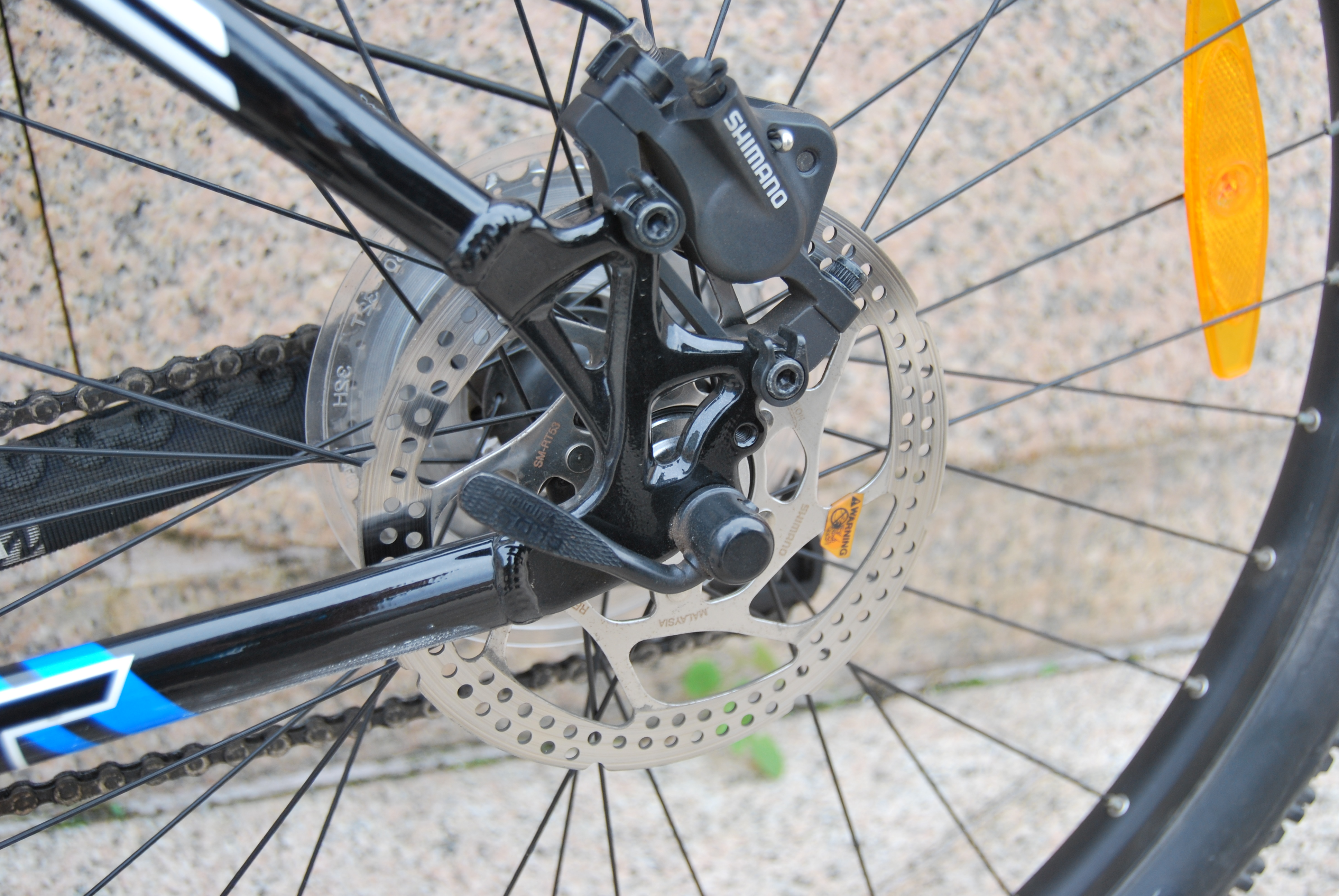
IS2000-Aufnahme einer Scheibenbremse hinter der Sitzstrebe

Zur Befestigung des Bremssattels an Gabel und Rahmen gab es diverse Ausführungen (so u. a. IS1999), die sich ab dem Jahr 2000 auf die Standards IS2000 und Postmount reduzierten. Mittels eines Adapters sind diese beiden Standards untereinander kompatibel. Vorherrschend ist 2017 der Postmount-Standard. Im Jahr 2015 wurde von Shimano speziell für Rennräder der offene Standard Flat Mount eingeführt.
- Postmount
Auch als PM bezeichnet, früher gelegentlich auch als Manitou Standard, da diese Befestigungsart erstmals bei den Federgabeln von Manitou zu sehen war. Auf der Strebe bzw. der Gabelscheide befinden sich zwei pfostenartige Sockel, auf deren Stirnflächen im Abstand von 74,2 mm je eine M6 Gewindebohrung angebracht ist.[44] Die fluchtenden Stirnflächen dieser Sockel liegen parallel zur Laufradachse. Der senkrechte Abstand der Stirnflächenebene und der unteren Sockelachse zur Laufradachse ist abhängig vom Durchmesser der Bremsscheibe. Am gängigsten ist die Ausführung für den Scheibendurchmesser 160 mm. Stimmt die PM-Sockelgröße und der Durchmesser der Bremsscheibe überein, kann ein PM-Bremssattel direkt auf den Sockel befestigt werden. Bei größeren Bremsscheiben ist ein Adapter notwendig, kleinere sind nicht möglich.
- IS2000
Auch als Internationaler Standard oder IS bezeichnet. IS-Bremssättel sind kaum mehr im Handel (Stand 2017). Am hinteren Ausfallende wird die IS-Aufnahme noch ausgeführt, insbesondere beim verstellbaren Ausfallende. Bei Starrgabeln aus Stahl ist eine IS-Aufnahme noch üblich. In der plattenartigen IS-Aufnahme sind im Abstand von 51 mm zwei Bohrungen parallel zur Laufradachse vorhanden.[45] Ausgelegt ist die IS-Befestigung in der Regel für Bremsscheiben mit 160 mm Durchmesser am Vorderrad und 140 mm am Hinterrad. Mit einer M6-Verschraubung kann ein IS-Bremssattel dann direkt befestigt werden. Bei größeren Bremsscheiben sind Adapter erforderlich. Heutzutage (2017) wird meist ein PM-Bremssattel mittels Adapter in eine IS-Aufnahme eingebaut.
- Flat Mount
 Dieser Standard ist nur für die Scheibendurchmesser 140 und 160 mm vorgesehen. Einsatzbereich ist das Rennrad. An der Kettenstrebe sind zwei senkrechte Durchgangsbohrungen vorhanden, so dass der auf der Kettenstrebe liegende Flat-Mount-Bremssattel für die Größe 140 direkt von unten angeschraubt werden kann. Bei der Größe 160 ist zusätzlich noch eine Adapterplatte notwendig. Die Befestigung an der Gabel erfolgt bei beiden Größen mittels einer Adapterplatte auf Sockeln, vergleichbar zum Postmount-Standard, nur dass der Achsabstand bei 70 mm liegt und das Innengewinde M5 ist.[46] Postmount-Bremssättel können mit Adapter ebenfalls am Vorder- und Hinterrad verwendet werden.

Das Bremskraftmoment wird über die Bremssattelaufnahme nur auf einer Rahmenseite unsymmetrisch in den Rahmen oder die Gabel eingeleitet. Speziell bei der Gabel hat die unterschiedliche Belastung der Gabelholme zur Folge, dass dadurch die Gabel in sich verdreht werden kann. Generell wird der Gabelholm, auf dem der Bremssattel sitzt, wesentlich höher belastet als bei der Felgenbremse. Gabeln für den Einsatz einer Scheibenbremse müssen deshalb kräftiger ausgeführt sein. Häufig werden Steckachsen verwendet, um die Torsionssteifigkeit der Gabel zu erhöhen.

#### Befestigungspositionen des Bremssattels für die Hinterradbremse

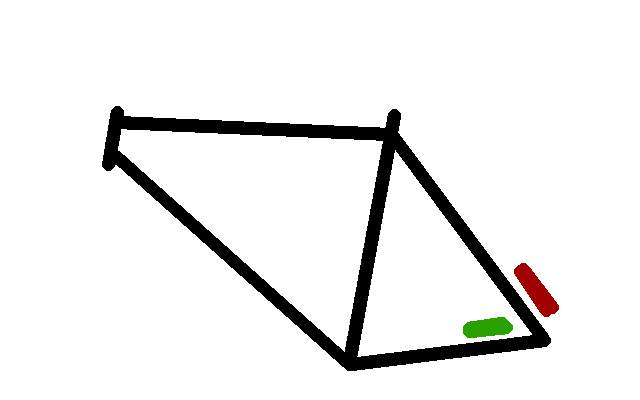
Einbaupositionen am Hinterrad:
rot = hinter der Sitzstrebe, grün = auf der Kettenstrebe

Gewöhnlich wird der hintere Bremssattel bei einem konventionellen Diamantrahmen hinter der Sitzstrebe befestigt. Diese Position ermöglicht es, die traditionelle Leitungsverlegung über das Oberrohr beizubehalten.
Alternativ gibt es die Möglichkeit, den Bremssattel an der Kettenstrebe zu befestigen (englisch low mount). Diese Einbauposition ist besonders für Alltagsfahrräder von Vorteil, da hier Sonderlösungen für einen Gepäckträger unnötig werden.

### Rekuperationsbremse
Eine Rekuperationsbremse verlängert die Reichweite von Elektrofahrrädern, indem der Motor beim Bremsen als Generator wirkt und kinetische Energie in elektrische Energie umwandelt, die dann den Akku auflädt. Weitere Vorteile bestehen in der Wartungsfreiheit und Wetterunabhängigkeit. Rekuperationsbremsen haben eine begrenzte Bremsleistung, die je nach Antriebstechnologie sehr unterschiedlich ausfallen kann. Ein Bremswiderstand kann genutzt werden, um bei bereits vollgeladenem Akku noch zusätzlich erzeugte elektrische Energie abzunehmen. Andernfalls sinkt die Bremsleistung bei vollgeladenem Akku. Die Rekuperationsbremse kann darum keine der beiden unabhängig voneinander arbeitenden Bremsen ersetzen die in § 65 Abs. 1 Satz 2 StVZO gefordert werden.
Zudem ist die Bremsleistung von der Raddrehzahl abhängig und der Motor/Generator wird unter Umständen thermisch belastet. In bergigem Terrain kann ein größerer Anteil der eingesetzten Energie zurückgewonnen werden. Wenn der bereits bei der Bergauffahrt erhitzte Motor auch als Generator genutzt wird, kann er sich allerdings bei der anschließenden Abfahrt kaum mehr abkühlen.
Rekuperationsbremsen bieten zum Beispiel Nabenmotoren der Firmen Alber, BionX, GoSwiss, Klever und Panasonic.

## Betätigung und Ansteuerung
Nur die Rücktrittbremse wird über die Pedale ausgelöst. Fast alle anderen Typen von Fahrradbremsen werden über einen am Lenkerbügel befestigten Handbremshebel betätigt.
Vor Einführung des Bowdenzugs um 1900 wurden Bremsen über ein Gestänge angesteuert. Die Gestängebremse war bei Gebrauchsrädern bis in die 1950er Jahre weit verbreitet und ist heute noch bei Rädern aus indischer oder chinesischer Produktion zu finden. Meist wird ein wippenartiger Hebel unterhalb des Lenkerbügels drehbar gelagert und presst bei Betätigung über eine senkrechte Stange eine Klotzbremse auf das Vorderrad. Später wurden auch Felgen- oder Nabenbremsen an Vorder- und Hinterrad über Zugstangen betätigt. Der gekröpfte Bremshebel lenkt dann oft über einen kurzen Ausleger eine Zugstange an.
Die Befestigungsschrauben moderner Handbremshebel sollen gerade nur so fest angezogen werden, dass die Hebel bei üblicher Benutzung des Fahrrads ihre Position nicht verändern. Fällt das Fahrrad hin, kann der Hebel dann nachgeben und sich verschieben. Dies macht es unwahrscheinlich, dass der Hebel bei Gewalteinwirkung abbricht. Auch kann die Stellung des Hebels so sehr einfach den Wünschen des Fahrers angepasst werden.
Im Allgemeinen werden die Hebel am Lenker in einem Winkel von etwa 45 zur Horizontalen ausgerichtet.
Bei schnellen Abfahrten auf unebenen Pisten werden die Bremshebel häufig nur wenig aus der Senkrechten nach vorne gedreht montiert, damit Finger und Hand den Lenker beim Bremsen möglichst weit umfassen können. In der Regel sollen die Bremsgriffe in Verlängerung des Unterarms weisen oder noch tiefer stehen. Falls es dann schwerfällt, den Griff zu erreichen, so ist es bei vielen Modellen möglich, den Hebels näher zum Lenkergriff hin zu positionieren. Im Allgemeinen muss hierfür eine Schraube auf der gegenüberliegenden Seite des feststehenden Teils des Bremshebels eingedreht werde. Idealerweise sollte es bei schnellen Geländeabfahrten möglich sein, die Bremse alleine mit dem Mittelfinger zu bedienen, damit die anderen Finger den Lenker sicher greifen können.

### Mechanische Betätigung
Die Betätigung der Bremsen durch am Lenker angebrachte Handbremshebel mit Kraftübertragung über einen Bowdenzug ist weit verbreitet. Der Bowdenzug besteht aus einer druckfesten Außenhülle, in der ein dünnes Stahlseil verläuft, welches auch Bremszug, Seilzug oder Innenzug genannt wird.

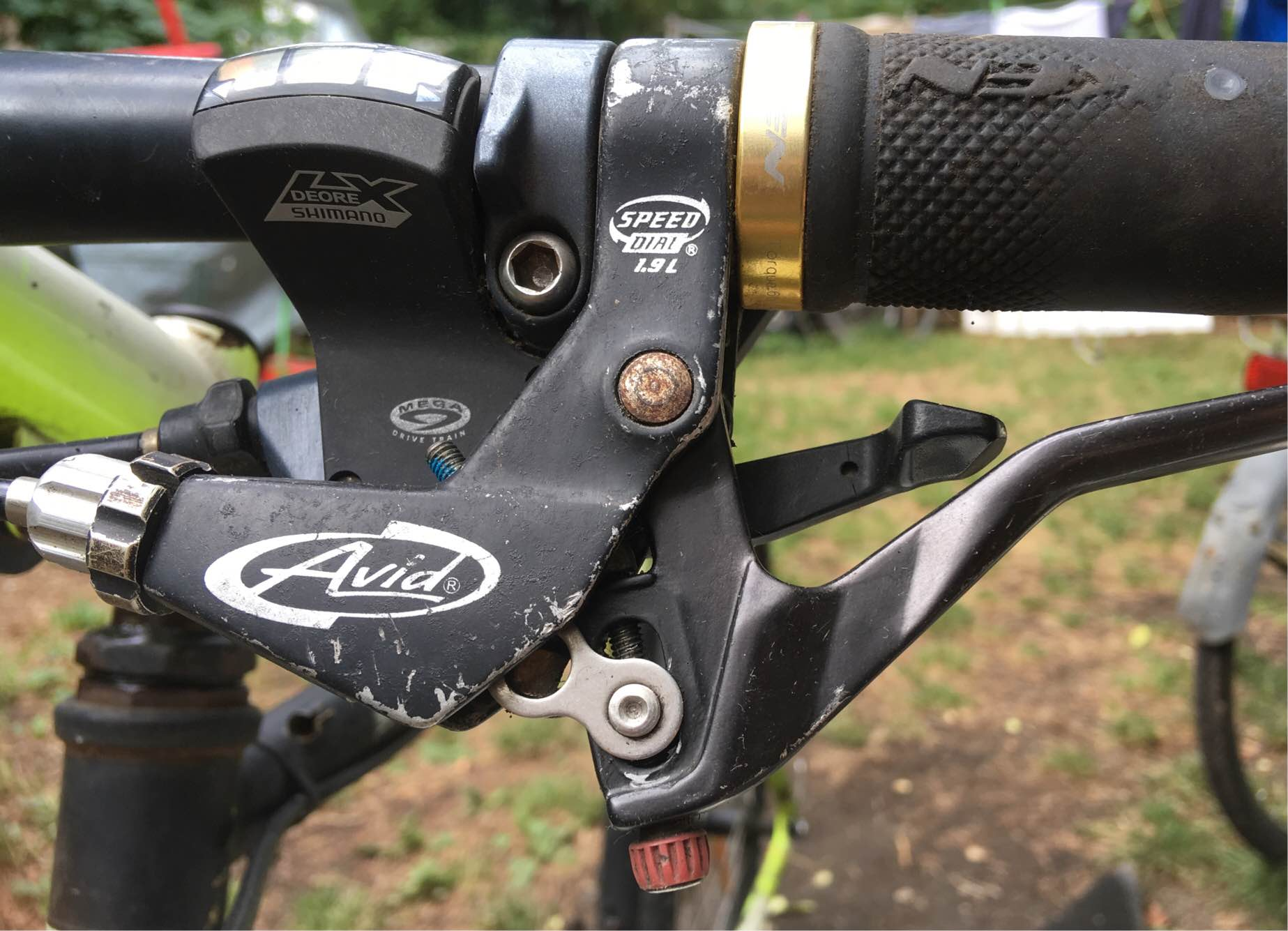
Bremshebel mit einstellbarem Hebelarm. Zur Verwendung mit V-Bremse wird der Einhängepunkt des Stahlseils durch das Drehen des roten Rändelrads nach außen gestellt. Zur Verwendung mit Cantilever- und herkömmlichen Felgenbremsen wird er nach innen gestellt.

Handbremshebel werden in zwei Varianten angeboten, die sich in der Länge des Seilholwegs unterscheiden. Bei klassischen Handbremshebeln liegt der Einhängepunkt des Bremsseils näher am Drehpunkt des Bremshebels. Dadurch ergibt sich ein kurzer Seilholweg bei hoher Seilzugkraft. Verwendet werden sie mit Seitenzugbremse, Mittelzugbremse, Cantileverbremse, Mini-V-Brake, U-Brake, Trommelbremse und Rollenbremse. Bremshebel mit langem Seilholweg wurden mit der neuentwickelten V-Bremse eingeführt, da diese längere Bremsarme mit größerer Hebelübersetzung besitzt. Mechanisch betätigte Scheibenbremsen werden sowohl für Bremshebel mit langem als auch mit kurzem Seilholweg angeboten. Spezielle Bremshebel lassen die Einstellung der Seilhollänge durch Veränderung des Hebelarms zwischen Gelenk und Einhängepunkt des Bremsseilnippels zu.
Ein Ende des Bremsseils schließt meist mit einem aufgepressten Tonnennippel ab, der in die entsprechende Aufnahme des Bremshebels eingehängt wird. Manche traditionellen Rennradbremsen besitzen stattdessen eine Aufnahme für Birnennippel. Das andere, frei auslaufende Ende des Innenzugs wird üblicherweise durch eine Klemmschraube am Betätigungsorgan der Bremse selbst befestigt. Die Außenhülle stützt sich am Rahmen (z. B. bei Cantilever-, Mittelzug- und U-Bremse), einer gesonderten Gegenlagerung (z. B. bei Trommel-, Rollen- und mechanischer Scheibenbremse) oder am gegenläufigen Hebel des Bremskörpers ab (V- und Seitenzugbremse).
Vor dem Einziehen des Innenzugs wird üblicherweise über beide Enden der abgelängten Hülle des Bowdenzugs eine metallische Hülse (Endkappe) geschoben, um einen zuverlässigen Sitz der Hülle in der Aufnahme zu erreichen und diese gegen Knicken und Stauchung zu schützen. Bei älteren Bremshebeln wurde noch eine weitere Hülse mit etwas größerem Durchmesser über die Endhülse geschoben, über die sich die Hülle am Grundkörper des Bremshebels abstützte. Moderne Standard-Lenkerbremshebel besitzen meist längs geschlitzte Verstellschrauben, welche die Hülle (mit oder je nach Ausführung auch ohne Endkappe) nach dem Einhängen des Bremszugs aufnehmen. Die Längsschlitzung erlaubt das Aushängen des Zuges aus dem Handbremshebel ohne den Innenzug an der Bremse lösen zu müssen. Früher saßen die Verstellschrauben zumeist an der Bremse selber.
Der Außendurchmesser der Hülle beträgt üblicherweise 5 mm. Das Zugseil hat einen Durchmesser von 1,6 mm, seltener 1,5 mm. Vorherrschend wird eine Spiralhülle, seltener eine gliederartige Hülle verwendet. Kompressionslose Hüllen, wie sie für Schaltzüge verwendet werden, sollen für Bremszüge nicht verwendet werden, da deren parallel laufenden Litzen beim Auftreten von hohen Zugkräften vom Bremszug auseinandergetrieben werden können, worauf die Bremse wirkungslos wird.
Der Mittelteil des zur Hinterradbremse führenden Bremszugs verläuft häufig frei gespannt entlang des Oberrohrs. Nur Anfang und Ende des Seilzugs verlaufen dann zwischen Lenker bzw. Bremse und dem mit dem Rahmen verbundenen Gegenhalter durch eine Hülle. Die zur Bremse führende Hülle kann entfallen, wenn die Umlenkung über eine Rolle oder am Rahmen angebrachte Führung geschieht.
Je kürzer die verwendeten Hüllen, desto direkter die Kraftübertragung zur Bremse, da sich die Stauchung der Außenhülle und der Reibungswiderstand des Innenzuges verringern.

### Hydraulische Betätigung
Hydraulische Bremsen werden über eine mit Bremsflüssigkeit oder Hydrauliköl gefüllte Bremsleitung betätigt.
Hydraulische Bremsleitungen bestehen aus einem flexiblen, druckfesten Schlauch, der mit herstellerspezifischen Anschlussstücken verpresst wird. Im Gegensatz zu Bremszügen treten in hydraulischen Bremsleitungen so gut wie kein Reibungswiderstand, keine Korrosion, Verschmutzung und Verschleiß auf.

#### Hydraulikflüssigkeit
Im Gegensatz zu den mit Mineralöl befüllten Modellen müssen Bremsen, die mit Bremsflüssigkeit gemäß DOT-Spezifikation befüllt sind, regelmäßig gewartet werden, da Bremsflüssigkeit hygroskopisch ist, also Wasser aufnimmt. Oft wird ein jährliches Intervall empfohlen. 
Das Tauschen der Bremsleitungen, das Wiederbefüllen und Entlüften erfordert spezielle Hilfsmittel. 
Ohne korrekte Entlüftung kann sich Luft im Ausgleichbehälter sammeln, der über eine Membran von der Außenluft abgeschottet ist. Beim Umdrehen des Rades kann die Luft beim Betätigen des Bremshebels in den Hydraulikkreislauf gelangen.
Die meisten Hersteller verwenden als Hydraulikflüssigkeit eine Bremsflüssigkeit nach den DOT Standards 3, 4 oder 5.1. Bremsflüssigkeit DOT 5 auf Silikonbasis kommt im Fahrradbereich nicht vor und kann mit den anderen DOT Flüssigkeiten auf Glykolbasis auch nicht gemischt werden. Als Vorteil der DOT Bremsflüssigkeiten wird die Mischbarkeit mit Wasser genannt. Wasser, welches etwa durch einen Handhabungsfehler in den Bremskreislauf gelangt, wird so von der Bremsflüssigkeit aufgenommen und verteilt sich im System. Der Einfluss auf die Siedetemperatur der Flüssigkeit ist dadurch überschaubar und hängt von der Wassermenge ab. Da geringe Wassermengen auch durch Schläuche und Verbindungsstellen in die Bremsflüssigkeit gelangen, ist bei Kraftfahrzeugen üblicherweise vorgesehen, dass alle ein bis zwei Jahre ein vollständiger Austausch vorgenommen wird. Geöffnete Verpackungen nehmen mit der Zeit Wasser auf, was die Lagerungsfähigkeit beeinträchtigt.
Insbesondere die Hersteller Magura und Shimano setzen Mineralöl als Hydraulikflüssigkeit ein. Wenn Wasser in ein mit Mineralöl gefülltes System gelangt, setzt es sich im Bremszylinder als dem tiefsten Punkt des Systems ab und führt dazu, dass die Siedetemperatur von deutlich über 200 °C auf 100 °C absinkt.
Als Vorteil von Mineralöl wird der geringe Wartungsaufwand angesehen. Mineralöl altert nicht, es muss nicht ausgetauscht werden, Dichtungen und Hydraulikkolben setzen sich nicht fest und müssen in der Regel nicht gereinigt werden, wie es bei DOT Bremsflüssigkeiten gelegentlich nach einigen Jahren der Fall ist.

#### Hydraulikschläuche
Am Fahrrad werden meist Hydraulikschläuche mit einem Außendurchmesser von 5 mm verwendet, Stahlflex- und andere spezielle Leitungen auch mit 5,5 mm Außendurchmesser.
Hydraulikschläuche werden entweder direkt an Bremshebel und -sattel eingesteckt und verschraubt oder es wird noch ein abgewinkelter, hohler Ringstutzen (engl. Banjo bolt oder fitting) dazwischen gesetzt, der den Schlauch zur Seite wegführt. Der Ring wird beiderseits mit O-Ringen abgedichtet und mit einer weiteren Hohlschraube befestigt. Spezielle Anschluss-Fittings sind drehbar ausgeführt, um Drall in der Hydraulikleitung zu vermeiden.
Zum Ablängen der Schläuche kann eine hochwertige Bowdenzugzange oder ein scharfes, stabiles Messer verwendet werden. Der Schnitt ist genau rechtwinklig auszuführen.
Hydraulikschläuche aus Hartplastik werden meist mit Quetschverschraubung befestigt, indem zunächst eine Gewindehülse oder eine längliche Überwurfmutter und anschließend ein Quetschring (oft Olive genannt) auf den Schlauch geschoben wird.
Das Ende des Schlauchs wird dann in einen passend ausgesparten Klemmstein (Montageblock) eingelegt und im Schraubstock eingespannt, um einen gezahnten Schlauchnippel (auch Stecknippel oder Einschlagpin genannt) einschlagen zu können, der als innere Stützhülse und als Anschlussstück dient. Das andere Ende des Schlauchnippels wird dann bis zum Anschlag in die Aufnahme geschoben. Gewinde und Olive werden leicht gefettet und Gewindehülse bzw. Überwurfmutter werden vorsichtig mit der Hand über den Anschlussstutzen geschraubt, um ein Verkanten zu vermeiden. Das Festziehen der Hülse bzw. Mutter geschieht dann mit einem offenen Ringschlüssel, denn durch Verwendung eines normalen Maulschlüssels können dünnwandige Hülsenmuttern verformt werden. Die Hülse greift über die Olive und verquetscht sie auf dem Schlauch. Die Hülse wird soweit festgezogen, bis nur noch ein oder zwei Gewindegänge sichtbar sind. Falls erforderlich, kann die Hülsenmutter dann wieder herausgeschraubt werden, um den Schlauch an Rahmen oder Gabel entlang zu verlegen und zu befestigen.
Hydraulikschläuche mit einem äußeren Stahlgeflecht werden auch als Stahlflex-Leitungen bezeichnet. Das Geflecht kann frei liegen oder mit einer Kunststoffschicht umhüllt sein. Statt mit Quetschverschraubung werden Stahlflex- und andere spezielle Hydraulikleitungen häufig durch Einschrauben eines Gewindenippels abgedichtet und befestigt. Dieser Nippel trägt meist zwei oder drei Gewinde mit unterschiedlichen Durchmesser. Das kleinste Gewinde wird in den Hydraulikschlauch hinein geschraubt (hierfür muss der Schlauch gegebenenfalls zunächst aufgeweitet und der Gewindehals gefettet werden). Das danebenliegende Gewinde dient zur Verschraubung einer zuvor auf den Schlauch geschobenen länglichen Überwurfmutter (einer Gewindehülse mit Innengewinde). Das dritte Gewinde schließlich befindet sich am anderen Ende des Nippels und dient zur Verschraubung am Bremshebel oder Bremssattel.

## Handhabung und Fahrsicherheit
Zwei unabhängig voneinander funktionierende Bremssysteme sind insbesondere in hügeligem Gelände essentiell. Seilbetätigte Bremsen versagen häufig durch einen Riss des Bowdenzugs. Rücktrittbremsen werden wirkungslos, wenn die Kette abspringt.
Bei einer Vollbremsung auf griffigem Untergrund übernimmt die Vorderradbremse den größten Teil der Bremskraft, da das Hinterrad durch die Gewichtsverlagerung beim Bremsen entlastet wird und leichter blockiert und durchrutscht. Auf rutschigem Untergrund sowie bei steilen Abfahrten muss die Vorderradbremse mit Bedacht eingesetzt werden, damit es nicht durch ein blockierendes Vorderrad oder das Abheben des Hinterrads zu einem Sturz kommt.
Unerfahrene Radfahrer und Kinder rechnen oft nicht mit dem Verlust der Reifen-Haftung auf sandigem oder geschottertem Untergrund. Durch das bewusste Bremsen bei langsamer Kurvenfahrt auf unbefestigten Wegen kann der Umgang mit einem blockierenden und ausbrechenden Vorder- und Hinterrad eingeübt werden.
Bremskraft
Bei Felgen- und Scheibenbremsen müssen die Bremsbeläge bei Nässe erst den Wasserfilm verdrängen, bis sie ihre volle Bremskraft entfalten. Insbesondere auf verchromten Stahlfelgen entwickeln Felgenbremsen bei Nässe oft nur eine sehr geringe Bremswirkung. Speziell auf Stahl- oder Aluminiumfelgen angepasste Bremsbeläge können den Wasserfilm bei stärkerem Bremsen abstreifen und verzögern dann gut. Auch die Beläge von Scheibenbremsen durchtrennen den Wasserfilm nach kurzer Zeit.
Bei seilzugbetätigten Bremsen ist die Bremskraft stark vom Verlauf und Zustand des Bowdenzugs abhängig.
Bei Cantileverbremsen und anderen Mittelzugbremsen erhöht sich die Bremskraft, wenn der quer zwischen rechtem und linkem Kipphebel der Bremse verlaufende Seilzug möglichst flach geführt wird.
Die Bremskraft älterer Fahrradbremsen wie Stempelbremse sowie Felgenbremsen auf Stahlfelgen kann sich bei Feuchtigkeit stark reduzieren. Auch eine Verschmutzung der Reibflächen kann Einfluss auf Bremsreibung und Verschleiß haben.
Blockieren der Räder
In Abhängigkeit von der Beschaffenheit der Straßenoberfläche und der Höhe der Bremskraft können die Räder blockieren. Insbesondere das Blockieren des Vorderrads führt häufig zum Sturz, da das Fahrrad dann nicht mehr zu lenken und auszubalancieren ist (siehe Dynamik des Fahrradfahrens). Um dem Blockieren des Vorderrads entgegenzuwirken, wird bei V-Bremsen und Rollerbrakes am Vorderrad teilweise die Bremskraft beschränkt. Etwa durch eine Feder in der Hülse, die den Bowdenzughülle aufnimmt und ab einer bestimmten Zugkraft nachgibt.
Auf weichem oder glattem Untergrund lässt sich der Bremsweg fast halbieren, wenn nicht nur eine Bremse, sondern Vorder- und Hinterradbremse zugleich verwendet werden. Da das Blockieren des Hinterrades weniger leicht zum Sturz führt, ist dabei besonders auf die Dosierung der Vorderradbremse zu achten.
Dynamische Radlastverteilung
Ein abgebremstes Hinterrad neigt durch die Gewichtsverlagerung beim Bremsen zum Durchrutschen. Bei Kurvenfahrt kann dies zum Ausbrechen des Fahrrads führen. Eine Gewichtsverlagerung nach hinten kann helfen, den Bremsweg zu verkürzen und die Kontrolle über das Fahrrad zu erhöhen.
Auch die übertragbare Bremskraft eines durchrutschenden Reifens (Gleitreibung) ist geringer als die eines an der Fahrbahn haftenden Reifens.
Je kürzer der Radstand und je weiter vorne und höher der Schwerpunkt, desto ausgeprägter sind die Auswirkungen der dynamischen Radlastverteilung beim Bremsen. Bei Tandems und Liegerädern mit langem Radstand spielt die Entlastung des Hinterrads beim Bremsen nur eine geringe Rolle.
Moderne V-Brakes und Scheibenbremsen können das Vorderrad so stark abbremsen, dass es blockiert oder der Fahrer über den Lenker gehoben wird. Insbesondere an Gefälle oder wenn das Vorderrad beim Bremsen in eine Vertiefung (ein Schlagloch) gerät, droht ein Überschlag.
Dosierbarkeit
Hydraulisch betätigte Bremsen haben besonders bei sportlicher Fahrt an steilen Abhängen und auf unbefestigtem Untergrund Vorteile. Die verlustfreie Kraftübertragung verringert hier die Sturzgefahr aufgrund der besseren Dosierbarkeit der Bremswirkung.
Die Dosierbarkeit seilbetätigter Bremsen leidet an der Gleit- und insbesondere der Haftreibung im Bowdenzug. Möglichst kurze und hochwertige Hüllen mit geringer Kompressibilität sowie ein gut geschmierter Bremszug erhöhen den Dynamikbereich und verbessern die Dosierbarkeit.

## Standfestigkeit und Überhitzung
Die meisten Fahrradbremsen sind nicht für längere Gefällefahrten im Gebirge ausgelegt, insbesondere nicht an Tandems oder beladenen Reise- und Lastenrädern. Wenn die durch Reibung in Wärme umgewandelte Bewegungsenergie nicht in ausreichendem Maß an die Umgebung abgegeben wird, überhitzt die Bremse. Das kann je nach Art der Bremse zu verschiedenen Problemen führen.
Verschiedene Hersteller bieten Bremsen an, die speziell zur Verwendung mit Tandems, Lastenrädern oder für den Downhill-Einsatz auf Mountainbikes vorgesehen sind.
Auf langen Abfahrten gibt es verschiedene Möglichkeiten, die Bremsen zu entlasten:
- Wenn das Fahrrad auf gut überschaubarer Strecke gar nicht abgebremst wird, erhöht sich die Geschwindigkeit, bis Luftwiderstand und Erdanziehung sich ausgleichen. Der Luftwiderstand erhöht sich im Quadrat zur Geschwindigkeit. Auch eine aufrechte Körperhaltung erhöht den Luftwiderstand.
- Auch durch langsame Fahrt kann eine Überhitzung der Bremsen vermieden werden, da die Reibungswärme nicht nur mit der Bremskraft, sondern auch mit der Geschwindigkeitsdifferenz zwischen Bremsbelag und Reibfläche ansteigt.
- Nach einer Höhendifferenz von jeweils ein- bis zweihundert Metern wird eine Pause zum Abkühlen Bremsen eingelegt. Bei Felgenbremsen kann dabei die Aufheizung von Felge und Reifen mit der Hand kontrolliert und gegebenenfalls durch Benässen reduziert werden. Aufgrund der deutlich höheren Temperaturen sollten erhitzte Scheiben- und Trommelbremsen nicht mit dem Finger berührt werden. Eine Abkühlung mit Wasser kann bei diesen Bremsen zum Verzug des Materials führen.
- Die vorhandenen Bremsen gleichmäßig belasten. Reisetandems werden oft zusätzlich zu den zwei Standardbremsen mit einer Feststellbremse ausgerüstet, die an längeren Abfahrten in angezogenem Zustand arretiert werden kann. (Die Montage einer zweiten Felgenbremse am gleichen Rad erhöht zwar die Bremskraft, kann aber die Aufheizung allenfalls minimal verringern.)
- Scheibenbremsen: Wenn sich durch Überhitzung der Bremsbeläge Siedebläschen in der Hydraulikflüssigkeit bilden, reduziert sich die Bremskraft oft drastisch. Kleine Scheiben mit einem Durchmesser von 160 mm sind hiervon eher betroffen. Als Abhilfe werden vergrößerte Bremsbeläge mit seitlichen Kühlrippen angeboten.

Einige Hersteller von Scheibenbremsen empfehlen, die Bremsen auf langen Abfahrten wechselweise zu betätigen oder das Fahrrad in kurzen Intervallen ungebremst rollen zu lassen, anstatt beide Bremsen konstant anzuziehen („Schleifbremsung“). Die beim Lösen der Bremse in den Spalt zwischen Bremsbelag und Scheibe tretende Luft kühlt den Bremsbelag rasch ab.
Die Erwärmung des Bremssattels kann zur Erweichung und zum Versagen von Hydraulikleitungen aus Kunststoff führen. Leitungen mit einem äußeren metallischen Gewebe (sogenannte Stahlflex-Leitungen) sind weniger hitzeempfindlich.
Eine starke Erhitzung kann zu seitlicher Verformung der Bremsscheibe führen. Der Seitenschlag kann durch das Richten (Biegen) der Scheibe wieder reduziert werden.
Trommelbremsen und Rücktrittbremsen heizen sich bei längerem Bremsen stark auf, was zu reduzierter Bremskraft (Fading) führt. Ein Totalausfall tritt in der Regel nicht ein. Bei Rücktritts- und Rollenbremsen kann sich das in der Nabe enthaltene Fett verflüssigen und auslaufen, verkoken oder verdampfen. Ältere Hinterradnaben besaßen Schmiernippel (Öler) zum Nachfüllen von Schmierfett.
Durch die größere (Kühl-)Fläche der Felge heizen sich Felgenbremsen weniger stark auf. Die Erweichung von Schlauch und Mantel durch die Erwärumg macht diese aber etwas anfälliger für Reifenschäden. Bei der Verwendung von Schlauchreifen kann die Erwärmung der Felge auch zur Erweichung des Reifenkitts und zur Ablösung des Reifens führen.

## Gesetzliche Bestimmungen
Die deutsche Straßenverkehrs-Zulassungs-Ordnung (StVZO) schreibt in § 65 StVZO vor, dass Fahrräder zwei voneinander unabhängige Bremsen besitzen müssen, stellt aber keine weiteren Anforderungen an Fahrradbremsen.
In der österreichischen Fahrradverordnung werden ebenfalls zwei voneinander unabhängig wirkende Bremsvorrichtungen gefordert. Diese müssen auf trockener Fahrbahn eine mittlere Bremsverzögerung von 4 m/s² bei einer Ausgangsgeschwindigkeit von 20 km/h erreichen.
In der Schweiz müssen Fahrräder gemäß Art. 214 Abs. 2 der Verordnung über die technischen Anforderungen an Strassenfahrzeuge mit zwei kräftigen Bremsen versehen sein, von denen die eine auf das Vorder- und die andere auf das Hinterrad wirkt.
In der DIN EN ISO 4210-2 wird für Alltagsfahrräder ein Bremsweg von maximal 7 m aus 25 km/h gefordert. Das entspricht etwa 3,5 m/s². In Bezug auf die Produkthaftung ist bei Fahrradbremsen als Mindestanforderung gemäß der Richtlinie 2001/95/EG über die allgemeine Produktsicherheit die DIN EN ISO 4210-4 (Sicherheitstechnische Anforderungen an Fahrräder – Prüfverfahren für Bremsen) maßgeblich.

## Hersteller
Neben eigenen Handelsmarken der Großhändler sind vor allem folgende Hersteller als Erstausrüster (englisch Original Equipment Manufacturer, OEM) sowie im Einzelhandel vertreten.
Die großen Komponentenhersteller SRAM (Avid), Shimano und Campagnolo. Daneben jedoch auch Dia-Compe, Tektro (Premiummarke: TRP), FSA, Lecchi, Promax, Alhonga, Saccon (Italien), Magura (primär Hydraulikbremsen), Trickstuff (Scheibenbremsen, Bremsscheiben und Bremsbeläge), Alligator (Bremszüge und Bremsbeläge), SwissStop (Bremsbeläge), Hayes (Scheibenbremsen), Cane Creek, Jagwire (Bremszüge und Bremsbeläge), Sturmey-Archer und Sunrace (Trommelbremsen) sind Beispiele aus dem Jahr 2013.
Fast alle anderen europäischen Hersteller haben die Produktion aufgegeben oder sind aufgekauft worden. Ehemals bekannte Marken waren Weinmann, Altenburger, Fichtel und Sachs, Mafac (Frankreich) oder Zeus (Spanien). Auch wenn diese Hersteller nicht mehr existieren, werden noch Produkte unter ihrem Namen verkauft.